# Art en Catalogne

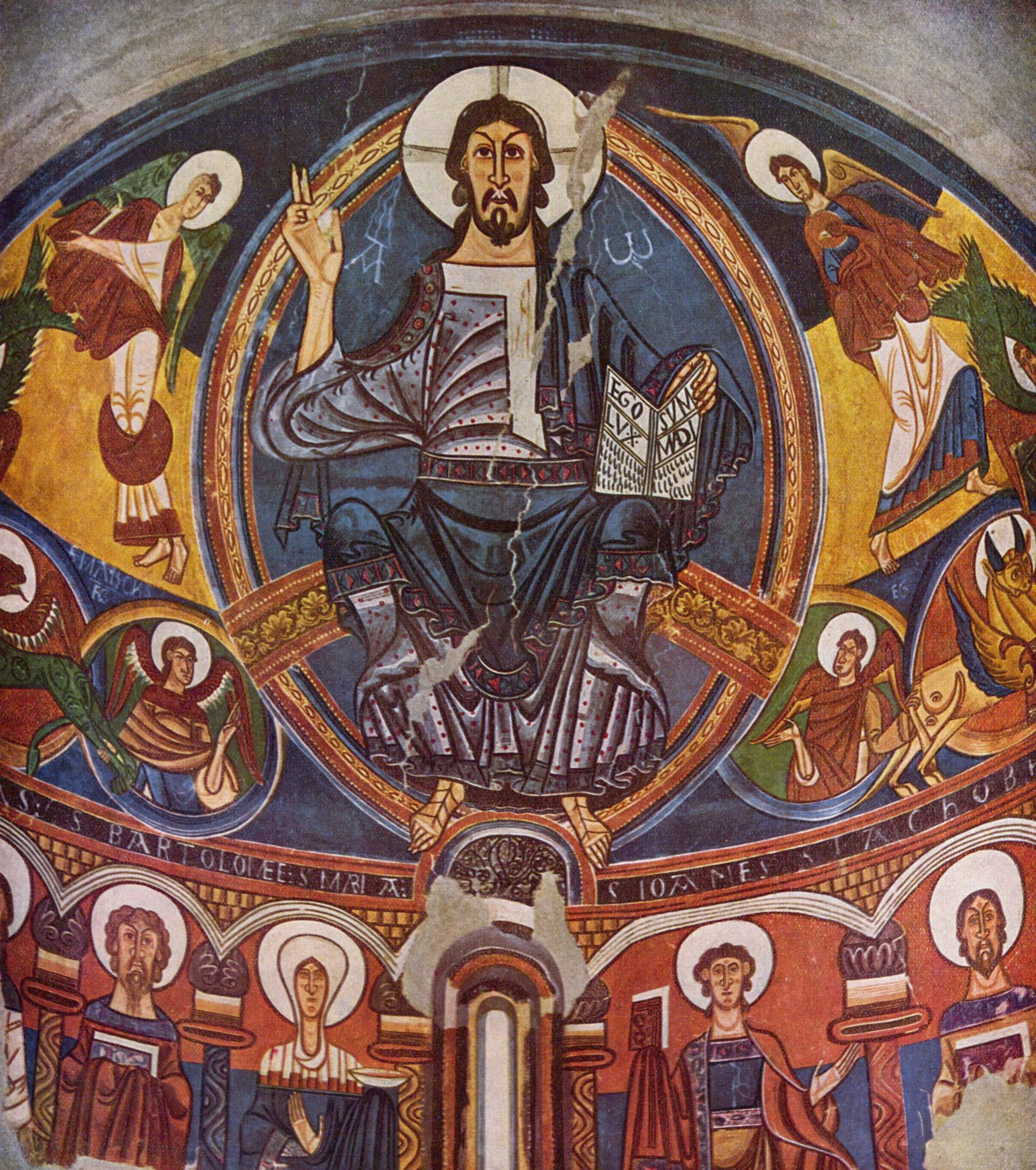
Christ pantocrator, abside de l'église Saint-Clément de Taüll, original au musée national d'Art de Catalogne.

L'art en Catalogne désigne l'art produit dans la communauté autonome de Catalogne, en Espagne. Il a connu une évolution parallèle à celle de l'art européen, suivant à sa manière les multiples tendances qui ont marqué l'art occidental.
L'art catalan est le fruit de l'amalgame social et culturel apporté par les différents peuples s'étant établis sur le territoire de la Catalogne : aux premiers habitants préhistoriques succèdent divers peuples sorothaptiques (Celtes et Ibères), arrivés à l’âge des métaux ; ils se mêlent aux premiers colonisateurs issus des civilisations méditerranéennes, les Grecs ; puis viennent les Romains, qui font de la Catalogne une nouvelle province de leur empire; après la chute de celui-ci, la Catalogne fait partie du royaume des Wisigoths et connait plus tard l'invasion islamique. Le Moyen Âge marque le début de la culture catalane comme entité propre et bien définie, avec sa propre langue, dérivée du latin, et la formation du premier État catalan. C'est une époque faste pour l'art catalan, et le roman et le gothique sont des périodes très fécondes pour le développement artistique de la principauté. À l'Époque moderne, avec les liens forts avec l'Espagne et la succession de crises économiques et culturelles, l'art tombe en décadence, la Renaissance et le baroque n'étant pas des styles particulièrement remarquables dans l'histoire de l'art catalan. Enfin, depuis le XIXe siècle, avec la revitalisation économique et culturelle, l'art refleurit et le modernisme est l'une des périodes les plus brillantes de l'art catalan. De même, au XXe siècle, les artistes catalans produisent différents styles qui se rattachent aux courants internationaux, avec des maîtres de premier ordre au niveau mondial tels que Salvador Dalí, Joan Miró et Antoni Tàpies.

## Préhistoire
Les premiers vestiges d'une activité artistique en Catalogne remontent à environ 30000 av. J.-C., époque de l'apparition de l'homme de Cro-Magnon. Les premiers habitants du territoire sont de petits groupes de chasseurs-cueilleurs vivant généralement dans des grottes et abris formés par le terrain, qui se mettent à pratiquer ce qu'on appelle aujourd'hui l'art rupestre, consistant en des peintures réalisées sur des rochers ou sur les parois des grottes. Il s'agit là du premier moyen d’expression utilisé par l'être humain avant l'invention de l'écriture. Ces peintures sont le plus souvent liées à des rites religieux et font usage d'un langage symbolique reflétant les modes de pensée des premiers êtres humains.

### Art paléolithique
En 1964 est découverte la grotte du Tendo, à la Moleta de Cartagena (Sant Carles de la Ràpita). On y trouve l'image d'un bœuf, exécutée selon un tracé en silhouette de couleur noire, que l'on attribue à la période du paléolithique supérieur. Quelques années plus tard, cette peinture est spoliée, mais elle reste l'unique exemple de cet art sur le territoire catalan.

### Art levantin

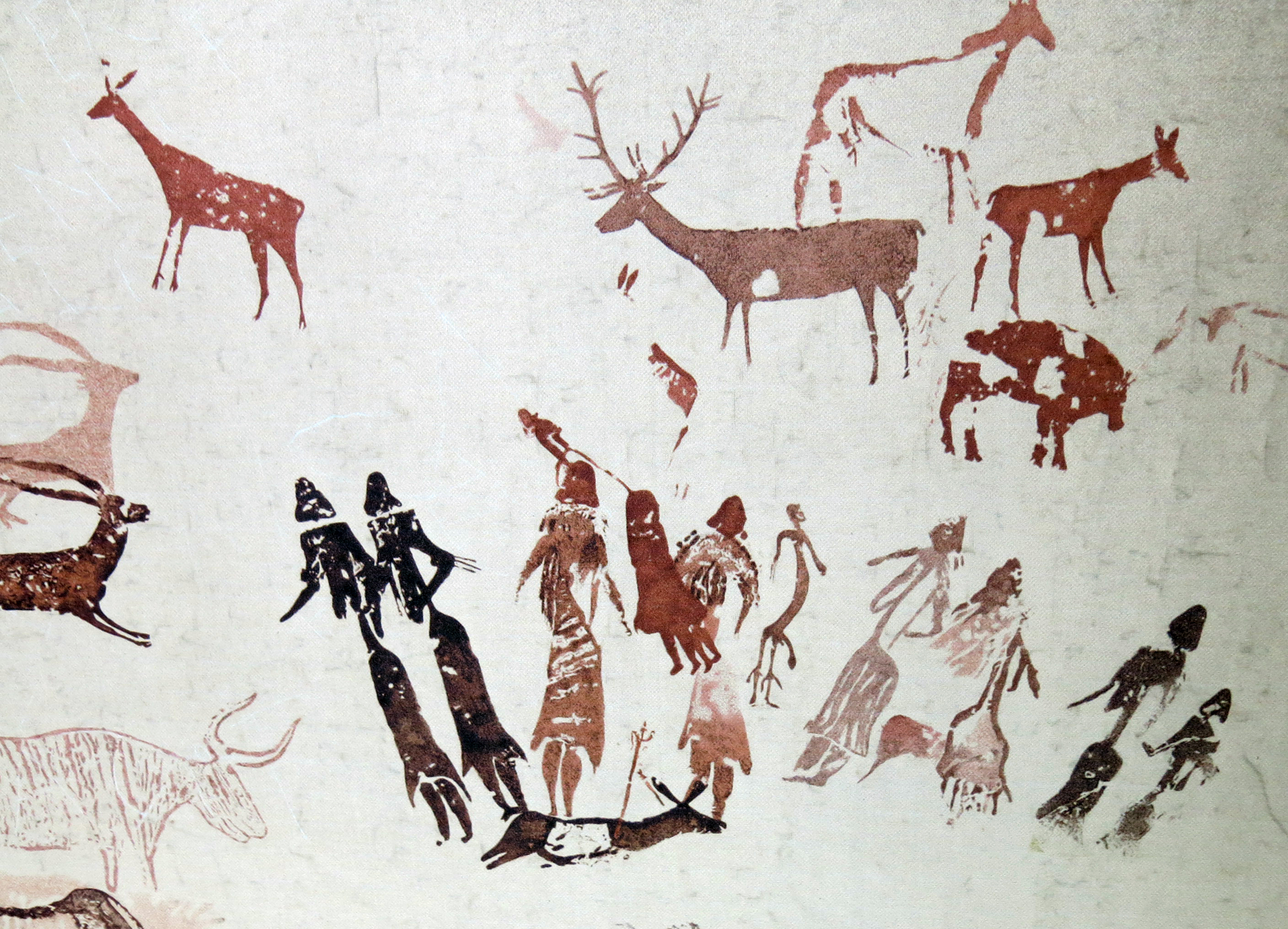
Peintures rupestres à El Cogul, à 25 km au sud de Lérida.

Pendant l'épipaléolithique (10 000-6 500 ans avant le présent), les groupes de chasseurs-cueilleurs manifestent leurs croyances dans un art exclusivement pictural, l'art levantin, dont la Catalogne possède d'excellents exemples, notamment dans les provinces de Lérida et Tarragone, leur présence étant plus éparse dans celle de Barcelone. C'est en Catalogne, sur la Roca dels Moros (ca), à El Cogul, à 25 km au sud de Lérida, qu'est découverte, en 1908, la première représentation de l'être humain dans la préhistoire occidentale.
Ces peintures ont toujours été trouvées dans des cavités ou abris sous roche à l'air libre ; elles sont figuratives, minutieuses dans le détail, planes et monochromes. L'instrument utilisé est la plume d'oiseau, le tracé est caractéristique de l'art levantin. Les éléments iconographiques sont essentiellement des animaux et des humains, qui sont traités différemment : les premiers sont plus proches de la réalité, avec des détails très expressifs (par exemple, les cornes et les sabots) ; les représentations humaines reflètent une conception esthétique singulière : des individus au corps allongé et au thorax triangulaire, à la taille étroite, parfois même dessinés en un seul trait, dotés d'un dynamisme très caractéristique, exprimant action et mouvement. Les compositions picturales d'archers et d'animaux sont extraordinairement suggestives et sont toujours prises comme exemples paradigmatiques du monde préhistorique.
Les sites catalans les plus connus sont, dans la province de Lérida, la grotte de Cogul, mentionnée plus haut, la grotte des Vilasos (Os de Balaguer), et la grotte des Punts (L'Albi), dans la province de Tarragone, Cabra Feixet (El Perelló), la grotte du Cingle, deu Ramat (Tivissa), le mas del Llort et le mas d'en Ramon (Montblanc), la grotte de l'Escoda, le Racó del Perdigó et la grotte des Carles à Vandellòs (ca), la grotte de la Caparrella (Rasquera) et le site de la serra de la Pietat (Ulldecona).
Au vu des caractéristiques uniques de l'art levantin, l'UNESCO l'inscrit en 1998 au Patrimoine mondial de l'humanité, sous la dénomination officielle « Art rupestre du bassin méditerranéen de la péninsule Ibérique », qui inclut tous les sites artistiques préhistoriques se trouvant sur ledit territoire, relevant tant de l'art paléolithique que de l'art schématique.

### Art schématique
L'autre grand style artistique préhistorique de la péninsule ibérique est appelé art schématique. Il est pratiqué par des groupes du Néolithique (6 500–1 000 ans avant le présent), les premiers à maîtriser l'agriculture et à vivre en habitats regroupés. C'est un art abstrait, monochrome (rouge, noir, très rarement blanc), qui présente trois grands types de motifs : les figures géométriques (points, lignes, triangles, cercles ou ovales, etc.), les taches et enfin, les figurations encore vaguement anthropomorphes ou zoomorphes. Sa technique se base sur l'acte gestuel, dont la facture est d'une actualité surprenante, tout en restant extrêmement énigmatique. Les sites archéologiques les plus représentatifs de ce style se trouvent dans la province de Lérida (Cogul, vallon de la Coma et grotte dels Punts à L'Albi, abris sous roche del Francès et ravin de Vila-seca à Os de Balaguer) et dans celle de Tarragone (grotte del Pi à Tivissa, mas del Gran et el Portell de les Lletres (ca) à Montblanc, et site près de la cova Pintada à Alfara de Carles).

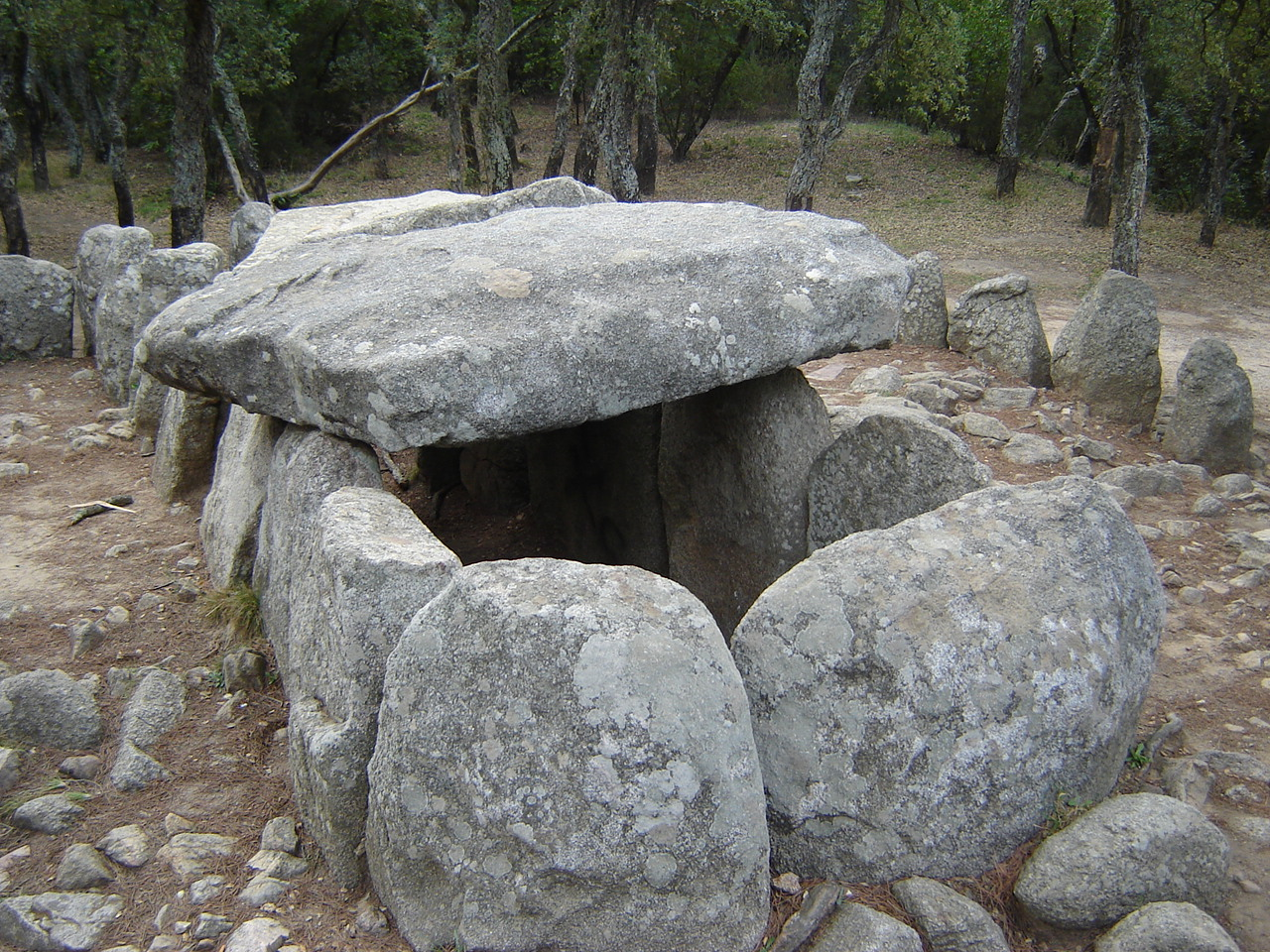
Dolmen de la Cova d'en Daina, à Romanyà de la Selva.

C'est pendant le Néolithique qu'apparaissent les premières constructions dédiées à des rites funéraires ou religieux, relevant généralement de la culture dite mégalithique. Il convient de mentionner ici comme principaux monuments les menhirs, comme ceux de Palaus à Agullana et de la Murtra (ca) à Sant Climent Sescebes ; les dolmens, comme celui de Creu d'en Cobertella à Roses et du mas Bousarenys à Santa Cristina d'Aro ; ou les galeries couvertes, comme le cimetière des Maures à Torrent, ou la Cova d'en Daina (ca) à Romanyà de la Selva. Plus tard, autour de l'an 1000 av. J.-C., apparaissent les premières nécropoles, où les cendres du défunt sont déposées dans des urnes de céramique ; de telles nécropoles ont été découvertes à Can Missert (Terrassa), Can Bec de Baix (Agullana) et la Pedrera (Vallfogona de Balaguer).
Ce n'est toutefois qu'à l'âge du bronze (1500-1000 av. J.-C.) que commence la fabrication artisanale d'objets et ustensiles divers, notamment l'orfèvrerie et la céramique, qui se distingue par la production de vases campaniformes. À celui du bronze succède l'âge du fer, qui voit arriver sur le sol catalan des peuples celtes venant du centre de l'Europe, qui nous laissent dans des enceintes funéraires divers objets (armes, vêtements, ornements, céramique), qu'ils enterrent avec les défunts.

## Antiquité

### Art ibérique

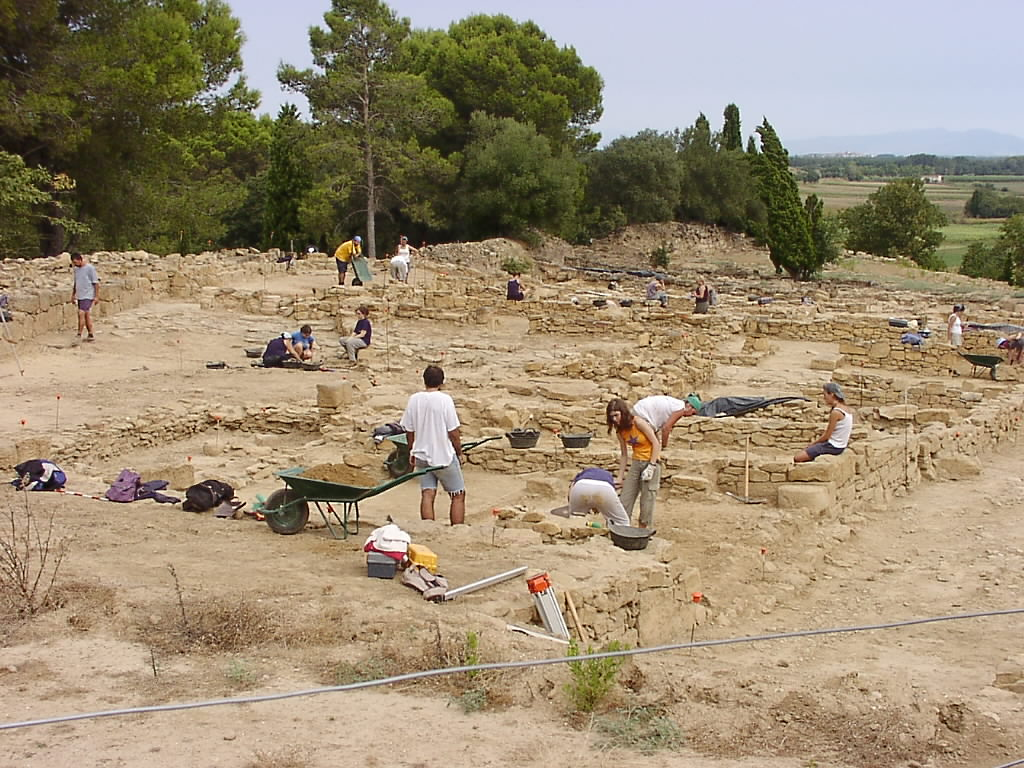
Village ibérique d'Ullastret, de la tribu des Indigetes.

Bien que des peuples ibériques se soient installés sur le territoire catalan vers le VIIe siècle av. J.-C., il n'y a pas en Catalogne de témoignages notables de l'art ibérique, à l'exception de quelques objets d'usage quotidien ou de quelque petite pièce au décor rudimentaire, tel ce petit bronze représentant deux bœufs trouvé sur le site de Castellet de Banyoles, près de Tivissa, un vase de céramique grise, orné d'un paysage, provenant du village ibérique de Turó d'en Boscà (Badalone), ou quelques fragments de sculptures d'un monument funéraire de Sant Martí Sarroca, du IIIe siècle av. J.-C., figurant, semble-t-il un roi ibère assis sur un trône.
Les villages ibériques sont les premiers groupes d'habitat stables sur le territoire catalan ; entourés de murailles pour mieux se défendre, construits généralement en position élevée, ils présentent des rues tracées selon une planimétrie urbanistique. Sont dignes de mention les vestiges mis au jour à Puig de Castellet (ca) (Lloret de Mar), au Turó de Sant Andreu (ca) (Ullastret), au castell de la Fosca (ca) (Palamós) et au mas Castellar (Pontós) .

### Art grec

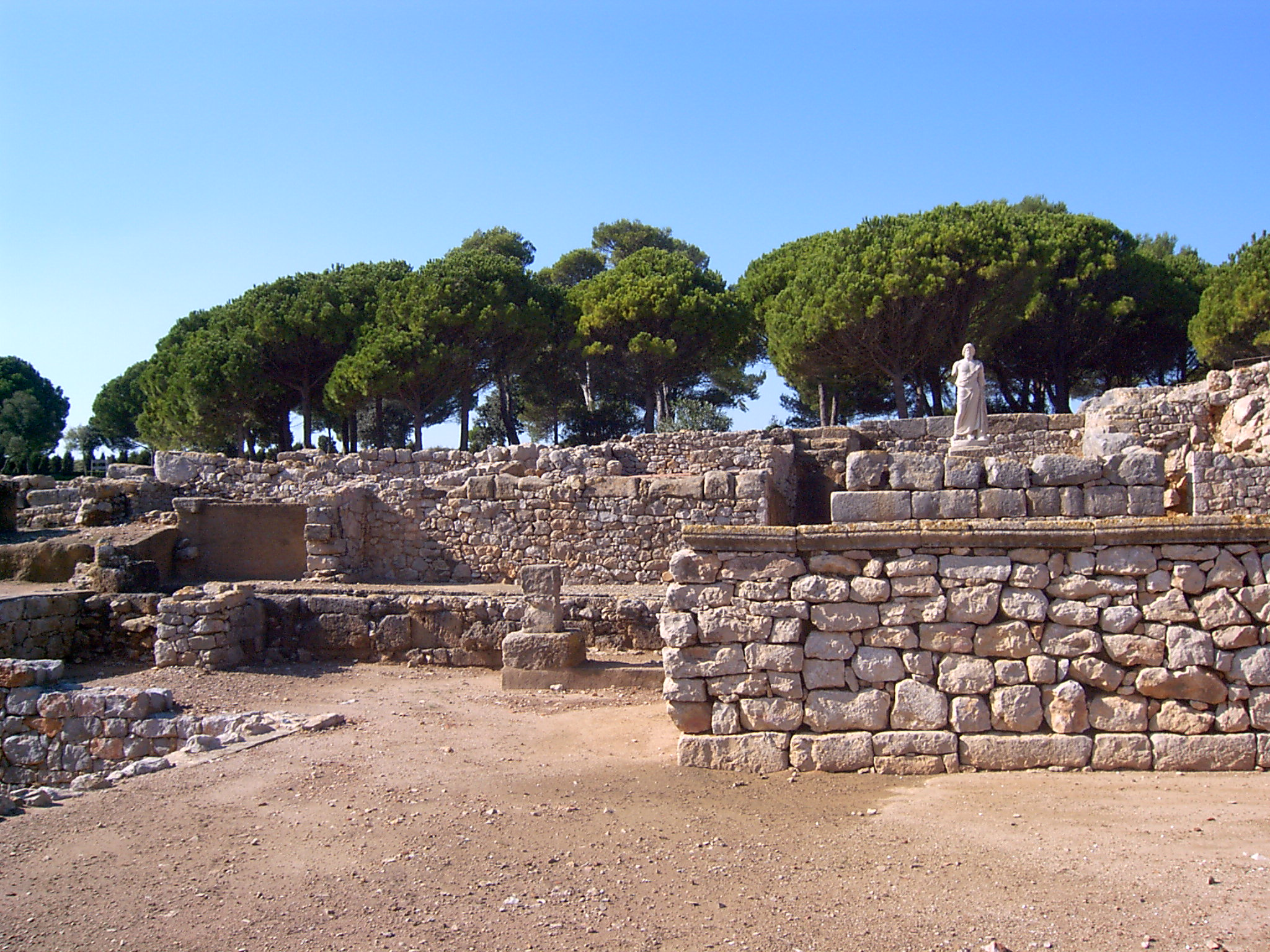
Empúries, ancienne ville grecque et romaine.

Les Grecs sont la première grande civilisation méditerranéenne à prendre pied en Catalogne : au VIe siècle av. J.-C. est fondée la cité d'Empúries (Empòrion), l'une des premières grandes villes construites sur le sol de la péninsule Ibérique, qui devient un important centre commercial et sert de porte d’entrée à la culture grecque. Appelée Néapolis, la ville grecque d'Empúries s'articule autour du port, avec un plan urbanistique très développé, où se détachent de grands édifices publics, notamment le temple, dédié au dieu de la médecine, Asclépios.
Empúries voit notamment se développer la céramique grecque, dont témoignent les vases d'Attique, peints de scènes de diverses typologies, dans un style naturaliste de grande qualité, comme cette coupe trouvée à la Néapolis d'Empúries, datée approximativement du VIe siècle av. J.-C., où est représentée la déesse grecque Pallas Athéna. L'art grec influence aussi les populations ibériques autochtones de Catalogne, qui entretiennent des relations commerciales avec les Grecs, comme le montre le trésor trouvé dans le village ibérique de Castellet de Banyoles, près de Tivissa, où l'on remarquera quatre patères d'argent doré ornées de motifs mythologiques.
C'est aussi d'Empúries que proviennent les premiers témoignages de sculpture grecque trouvés en territoire catalan, tels que la célèbre statue du dieu Asclépios, mise au jour en 1909 dans le sanctuaire sud de la Néapolis, œuvre d'un grand naturalisme et d'une exécution magistrale, ou le buste de la déesse Aphrodite, du IVe siècle av. J.-C., d'époque helléniste, qui accuse une nette influence praxitélienne.

### Art romain
Au IIIe siècle av. J.-C., lors de la deuxième guerre punique entre Rome et Carthage, les Romains arrivent à la péninsule Ibérique, entamant un processus de colonisation, qui culmine avec l'incorporation de l'Hispanie dans l'Empire romain. En 218 av. J.-C., le général Scipion fonde Tarraco (Tarragone), qui sera la première ville romaine d'une importance notable en Catalogne. La première œuvre d'art romain est un relief inclus dans la muraille de Tarraco, représentant la déesse Minerve, avec lance et bouclier, de deux mètres de hauteur.
Les Romains sont de grands experts en architecture civile et en ingénierie et construisent en Catalogne des chemins, des ponts, des aqueducs ainsi que des villes au tracé rationnel et comportant des infrastructures essentielles telles que des égouts, de même que des temples, des thermes, des cirques, des théâtres, etc. En un lent processus de colonisation sont fondées en Catalogne plusieurs villes, colonies dont la population est essentiellement constituée d'anciens légionnaires : Baetulo (Badalone), Iluro (Mataró), Iesso (Guissona), Aeso (Isona), etc. De même, la ville d'Empúries devient romaine, une nouvelle cité étant construite à côté de la néapolis grecque. C'est ainsi que commence un processus d'assimilation de la langue et de la culture romaines, dont le catalan, issu au Moyen Âge du latin vulgaire, est l'un des héritiers.
Les principaux exemples de l'art romain en Catalogne sont, dans le domaine de l'architecture, le temple et le forum d'Empúries et les thermes de Baetulo et, dans celui de la sculpture, diverses statues de personnages masculins ou féminins mises au jour à Tarraco et Baetulo, probablement destinées à des monuments funéraires de familles aisées. Ces premières œuvres présentent des traits communs avec l'art hellénistique, prépondérant à l'époque tout autour de la Méditerranée, sous l'influence, notamment, de modèles provenant de Narbo Martius (Narbonne).

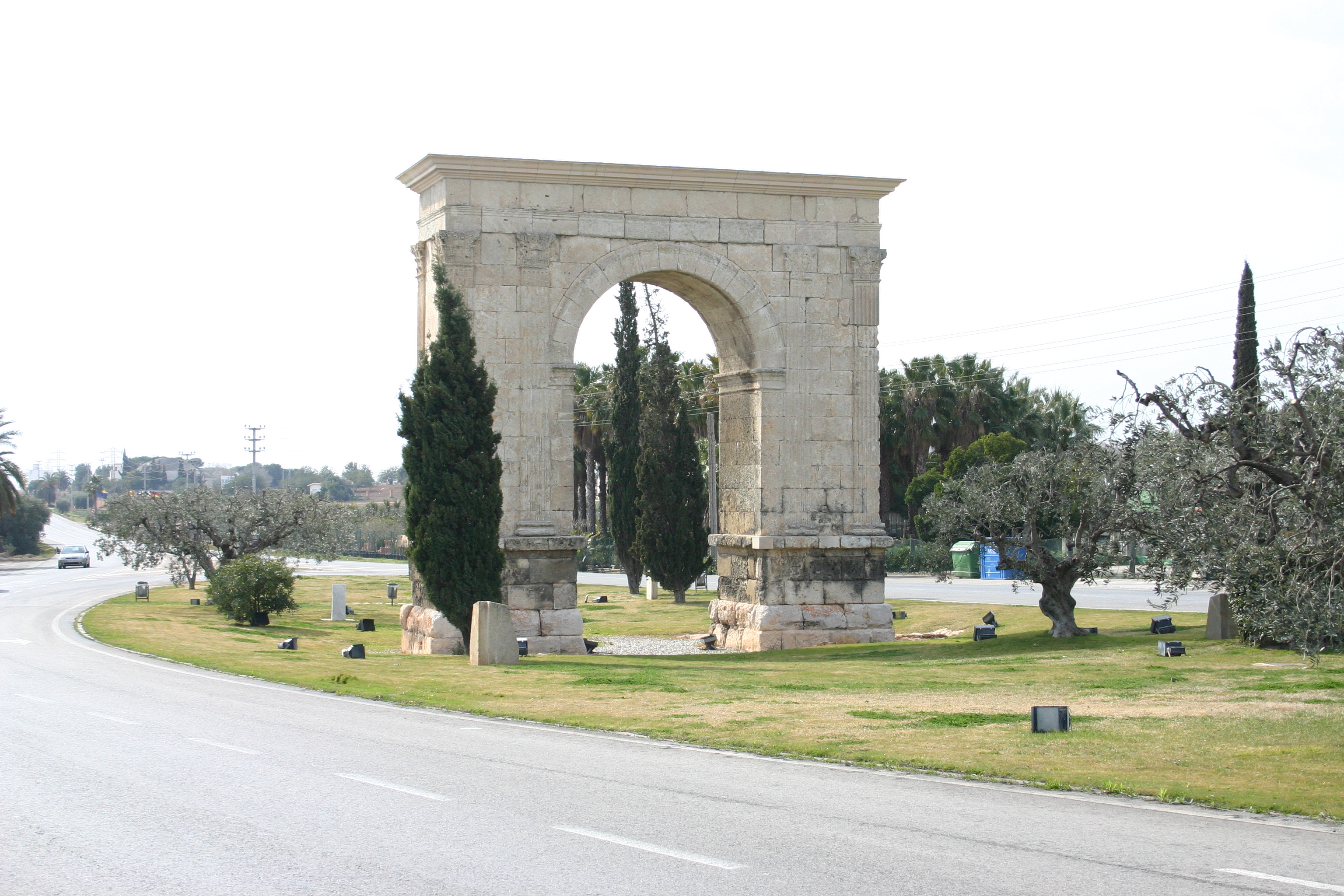
Arc de Berà, arc de triomphe romain sur la via Augusta, près de Tarragone.

Au Ier siècle av. J.-C. est fondée Barcino (Barcelone), une petite ville entourée de murailles aux allures déjà monumentales, où se distingue particulièrement la zone du forum, avec le temple d'Auguste. La création de l'Empire et la pacification de la péninsule assurée par Auguste apportent une longue ère de prospérité qui favorise les arts et les travaux publics, comme le montrent deux exemples : l'arc de Berà et l'aqueduc de Tarragone. La ville de Vic abrite les restes, découverts en 1882 et parfaitement conservés, d'un temple dont la façade présente six colonnes d'ordre corinthien surmontées d'un tympan.
Au Ier siècle de notre ère, la ville de Tarraco, devenue capitale de la nouvelle province de Tarraconaise, connaît un fort développement : restructuration du forum, construction de la basilique civile et du théâtre. Ces édifices se distinguent autant par leur architecture monumentale que par la qualité du décor sculpté, comptant de nombreuses statues de marbre représentant des membres de la famille impériale. La restructuration de Tarraco culmine dans la deuxième moitié du Ier siècle avec la création du forum provincial (ca), dominé par un grand temple dédié au culte de l'empereur ; un cirque y accueille les courses de chevaux et de chars.
La sculpture de l'époque impériale gagne en réalisme, les artistes passant maîtres dans l'art du portrait ; de nombreux vestiges en ont été trouvés sur les murailles de Barcino. Sont dignes de mention, à partir du IIe siècle, les sarcophages décorés, comme celui d'Hippolyte, trouvé en mer, en face de Tarragone, probablement d'origine grecque, représentant des scènes du mythe d'Hippolyte et Phèdre. Dans la décoration des maisons et villas, on remarquera les mosaïques, de plus en plus répandues à cette époque, telles que celles trouvées dans les ruines d'Empúries, comprenant une scène représentant Agamemnon et Iphigénie, mais aussi celles de la villa romaine de Bell-lloc du IVe siècle, avec une course de quadriges, celles de la villa romaine d'Els Munts (Altafulla), où figurent les muses, ou encore celles de la villa dels Ametllers de Tossa de Mar (IVe et Ve siècles).

### Art paléochrétien

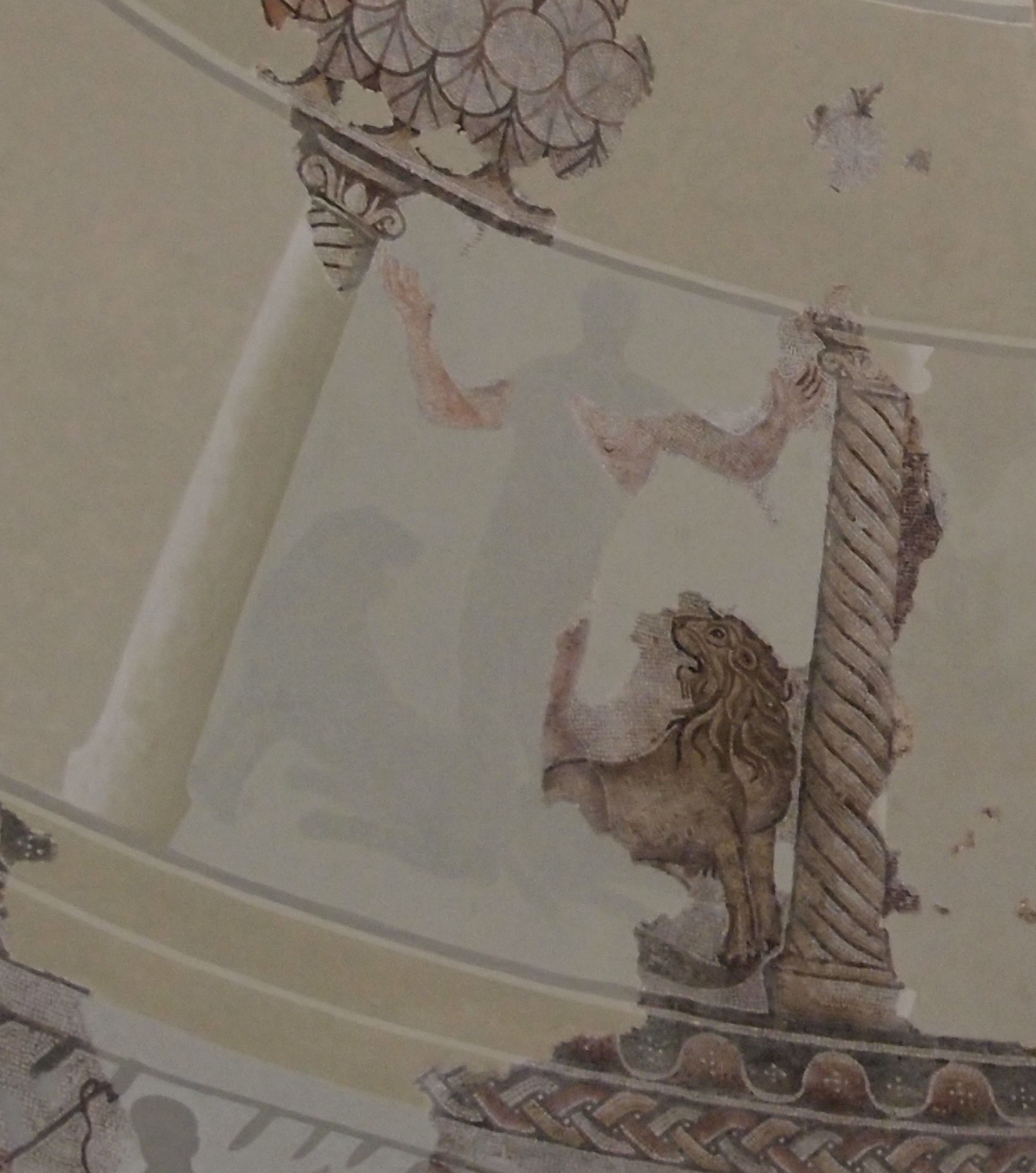
Daniel dans la fosse aux lions, mosaïques de la coupole de la villa-mausolée de Centcelles, à Constantí.

Avec l'instauration du christianisme comme religion officielle au IVe siècle, la production artistique se développe autour de la thématique religieuse. Cet art paléochrétien reprend les formes et typologies romaines, mais avec un nouveau contenu basé sur l'iconographie chrétienne. En architecture, l'église prend la place de la basilique romaine et adopte de nouvelles formes comme le plan en croix latine, symbole de Jésus, ou de nouvelles typologies telles que le baptistère. Il convient de mentionner dans ce contexte l'ensemble monumental des églises de Sant Pere de Terrassa (Ve au VIIe siècle), l'église Saint-Félix de Gérone, et celles de Sainte-Jérusalem à Tarragone et de la Sainte-Croix à Barcelone.
Le mausolée de Centcelles, à Constantí, du IVe siècle, est un autre exemple de l'art paléochrétien. Cet édifice sépulcral comprend une grande salle couverte d'une coupole décorée de mosaïques polychromes représentant des épisodes de la Bible, des scènes de chasse et les quatre saisons. Dans l'art paléochrétien, les sarcophages, généralement de marbre, revêtent une grande importance. De décoration à thématique chrétienne, ils sont souvent importés d'ateliers romains ou d'Afrique du Nord. Sont particulièrement dignes de mention ceux de l'église Saint-Félix de Gérone et celui appelé « sarcophage de l'orant », trouvé dans la nécropole paléochrétienne de Tarragone.

## Moyen Âge

### Art préroman

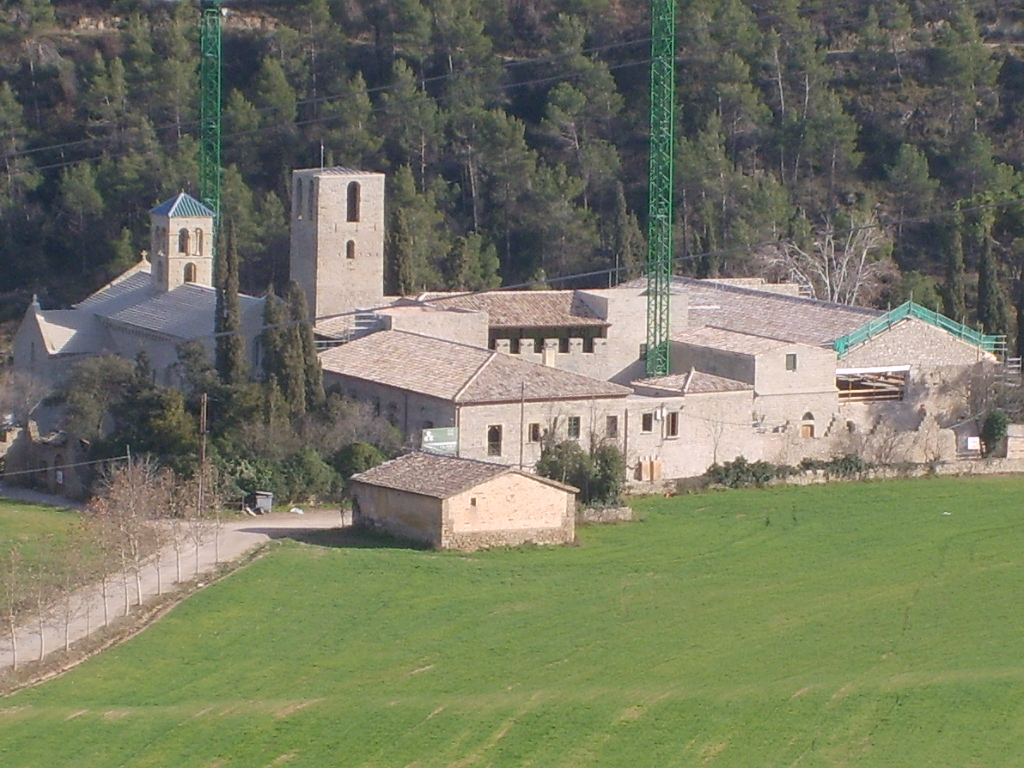
Abbaye bénédictine préromane de Sant Benet de Bages, à Sant Fruitós de Bages.

Le premier style apparu dans le cadre de l'art médiéval est le style dit préroman, attesté entre la chute de l'Empire romain et la Conquête carolingienne de la Marche d'Espagne. En Catalogne, comme dans le reste de la péninsule ibérique, l'art préroman porte l'empreinte de l'art wisigoth, avec des influences mozarabes et carolingiennes. Il se manifeste dans l'ensemble monumental de Terrassa (Sant Pere, Santa Maria et Sant Miquel), d'influence wisigothe, dans l'église de Sant Julià de Boada (ca) et celle de Sant Quirze de Pedret, d'influence mozarabe pour ce qui est de l'arc outrepassé, et à Sant Pere de les Puel·les, à Barcelone, d'influence carolingienne.
La sculpture se développe principalement en relation avec l'architecture ; elle utilise généralement la pierre calcaire et reprend des formes classiques de l'art paléochrétien, qui évolueront peu à peu vers un style plus original et autochtone, comme on peut le constater dans la décoration sculpturale des églises Sant Miquel de Terrassa, Sant Julià de Boada ou Sant Benet de Bages.
La peinture préromane est généralement murale et, comme la sculpture, elle sert de décoration à l'ouvrage architectonique. Cette époque voit se côtoyer deux styles bien différenciés : le premier, héritier des formes classiques, notamment de l'art paléochrétien, perdure au contact d'autres courants venus d'ailleurs, comme le carolingien – nous le trouvons à Sant Miquel et Santa Maria de Terrassa – ; le second est généré par les artisans locaux et s'éloigne des formes classiques sans se fondre avec d'autres styles, comme on le verra dans les décorations de Sant Pere de Terrassa, Sant Quirze de Pedret et Campdevànol.

### Art roman
L'art roman catalan s'est essentiellement développé dans les Pyrénées, depuis l'an 1000 environ jusqu’au XIIIe siècle. Il est étroitement lié à la création des Comtés catalans, qui accèdent progressivement à l'indépendance par rapport à l'Empire carolingien tout en gagnant du terrain sur les royaumes islamiques. C'est alors qu'est créé le premier État catalan, qui culminera avec son rattachement à la couronne d'Aragon. C'est aussi à cette époque que se développent les langues romanes, parmi lesquelles figure le catalan.

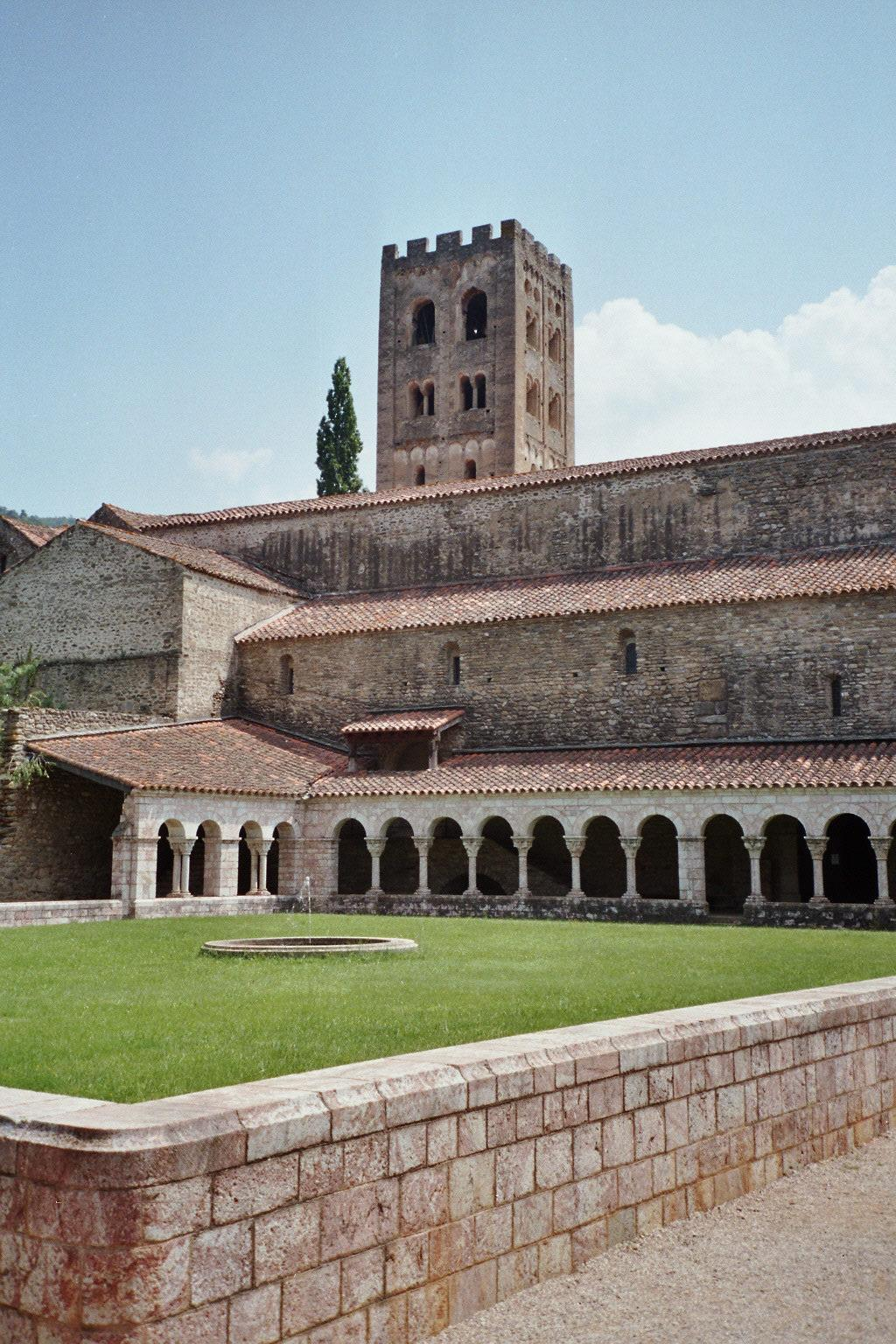
Monastère bénédictín de Saint-Michel de Cuxa, Codalet, Conflent.

L'art roman résulte d'un mouvement à l'échelle européenne, parti d'Espagne, d'Italie et d'Angleterre et qui gagne tout le centre de l'Europe et la Scandinavie. Il puise ses origines dans la tradition romaine et dénote des influences byzantines. C'est un art de caractère religieux, qui se manifeste principalement dans les églises pour ce qui est de l'architecture et dont la thématique est chrétienne dans les arts plastiques. L'art roman catalan emprunte beaucoup aux écoles lombarde, provençale et toulousaine, bien que de nouvelles typologies apparaissent dans l'usage de la pierre et de la voûte pour couvrir de grandes superficies, de sorte que l'on peut parler d’un art roman authentiquement catalan. L'architecture romane est caractérisée par les voûtes en berceau et les arcs en plein cintre.
Le premier art roman, d'influence lombarde, trouve toute son expression dans les églises de Sant Vicenç de Cardona (ca), Sant Pere de Casserres (ca), Sant Ponç de Corbera (ca) et Sant Jaume de Frontanyà, ainsi que dans les monastères de Ripoll, de Sant Salvador de Breda (ca) et de Saint Michel de Cuxa et dans la cathédrale Saint-Pierre de Vic, ouvrages dont la construction a été instiguée par l'abbé Oliba. La technique lombarde se distingue par l'usage de pierres dégrossies de petite taille, par de grands espaces couverts avec voûte, par des lésènes et arcs aveugles pour ornementation et par des arcs-doubleaux et des arcs formerets pour renforcer les voûtes et les murs. L'influence lombarde atteint au XIIe siècle des endroits comme Taüll (ca) ou la Vall de Boí. Il existe aussi des exemples n'ayant pas subi l'influence lombarde, comme le monastère de Sant Pere de Rodes ou celui de Sant Serni de Tavèrnoles (Alt Urgell).
Dans le second art roman, dit aussi roman international, apparu dès la fin du XIe siècle, des changements se manifestent à la suite des réformes religieuses apportées par l'Ordre de Cluny et l'Ordre cistercien. Cet art se caractérise par un travail de la pierre plus soigné, des planimétries plus complexes, un perfectionnement des voûtes et un recours plus ample à la sculpture pour décorer les espaces architectoniques. On en trouve des exemples à Sant Joan de les Abadesses, au monastère Saint-Pierre de Besalú, dans les églises de Santa Eugènia de Berga et de Sant Nicolau de Gérone, au monastère de Sant Pau del Camp à Barcelone, dans la cathédrale Sainte-Marie d'Urgell, aux abbayes de Poblet et de Santes Creus

Majesté Batlló, image de Jésus-Christ en bois polychrome datée du XII.

Dans la sculpture, l'influence des ateliers toulousains et roussillonnais est manifeste, bien que se distingueront également des ateliers autochtones, tels que ceux de Ripoll, Vic, Solsona et Sant Cugat del Vallès. Les œuvres les plus importantes se trouvent sur les portails de Vic, Ripoll, et Sant Pere de Rodes, et dans les cloîtres de Ripoll, Lluçà, Gérone, Saint-Michel de Cuxa et Sant Pere de Galligants (ca). La statue de Notre-Dame du Cloître, dans la cathédrale de Solsona (es) fait preuve d'une grande virtuosité et d'une précision minutieuse dans les détails. On remarquera aussi la statue de Notre-Dame de Montserrat, de l'abbaye de Montserrat et la Majesté Batlló, crucifix en bois polychrome (au Musée national d'Art de Catalogne).
La peinture, surtout murale, commence à se développer, comme dans les décorations des monastères de Santa María de Mur et Sant Quirze de Pedret, d'influence italienne, probablement dues à un maître étranger, ou dans les églises de Taüll et Vall de Boí. On remarquera notamment le fameux Christ Pantocrator de l'église Saint-Clément de Taüll, actuellement au musée national d'Art de Catalogne (MNAC), œuvre d'un maître d'origine probablement italienne. Par ailleurs, la miniature et l'enluminure connaissent leur heure de gloire dans les centres épiscopaux, comme Barcelone, Gérone et Vic, ainsi qu'à la Seu d'Urgell (manuscrits enluminés conservés au musée diocésain) et à Santa Eulàlia d'Estaon (ca).

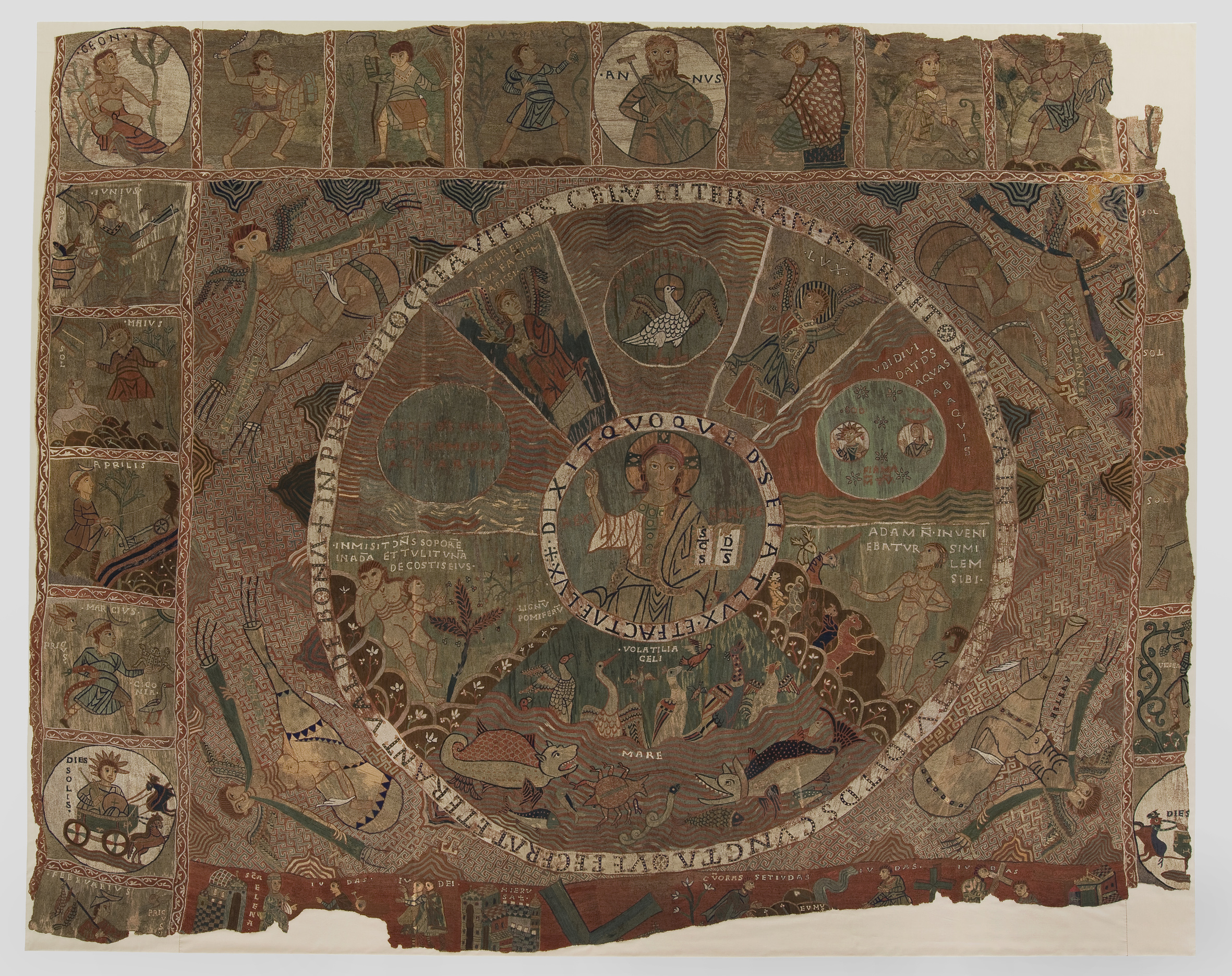
Tapisserie de la Création, cathédrale Sainte-Marie de Gérone.

Au XIIIe siècle, l'art roman évolue vers des formes annonçant le nouveau style gothique. C'est un art plus urbain, qui épouse l'expansion de l'architecture civile, bien que les grandes réalisations soient encore religieuses : chapelle de Santa Llúcia et palais épiscopal de Barcelone, cathédrale de Tarragone, églises de Sant Martí et Sant Llorenç et cathédrale de la Seu Vella de Lérida, église du monastère de Sant Cugat et de l'abbaye de Vallbona. La sculpture s'affermit avec l’école de Lérida, d'influence toulousaine, que l'on retrouvera dans les portails de l'Annonciation et des Fillols de la Seu Vella de Lérida, à Santa Maria d'Agramunt (ca), à Santa Maria du château de Cubells, à Santa Maria de Guimerà (ca), à Santa Maria de Verdú (ca), à Gandesa et à Santa Coloma de Queralt. La peinture évolue autour du style dit 1200, qui a son origine en Europe centrale et dénote une forte influence de l'art roman oriental, passant de la peinture murale à la peinture sur bois, principalement sur les devants d'autels ; un bel exemple en est le devant d'autel de la Seu d'Urgell ou des Apôtres, exposé au Musée national d'Art de Catalogne (MNAC).
Il convient aussi de relever dans l'art roman la grande qualité qui caractérise les arts appliqués, avec de splendides ouvrages de tapisserie, de broderie, d'orfèvrerie, de ferronnerie, des reliquaires, etc. Un magnifique exemple en est la tapisserie de la Création, de la cathédrale de Gérone, ou encore le drapeau de saint Odon (Musée du Design de Barcelone), du XIIe siècle.

### Art gothique
Apparu entre les XIIIe et XVIe siècles, l'art gothique correspond en Catalogne à une époque de développement économique, d'expansion géographique — conquête du royaume de Valence et des îles Baléares, Expansion territoriale de la couronne d'Aragon jusqu'à la Méditerranée — et de consolidation de la couronne d'Aragon. L'art catalan reçoit à nouveau des influences externes, notamment de France et d'Italie, ainsi que de l'art mudéjar, adapté en un style propre, et parvient ici à une grande splendeur. Dans un monde plus international, les échanges de styles sont fréquents ; les artistes voyagent d'un pays à l'autre, intégrant des techniques et des styles qui se propagent partout.

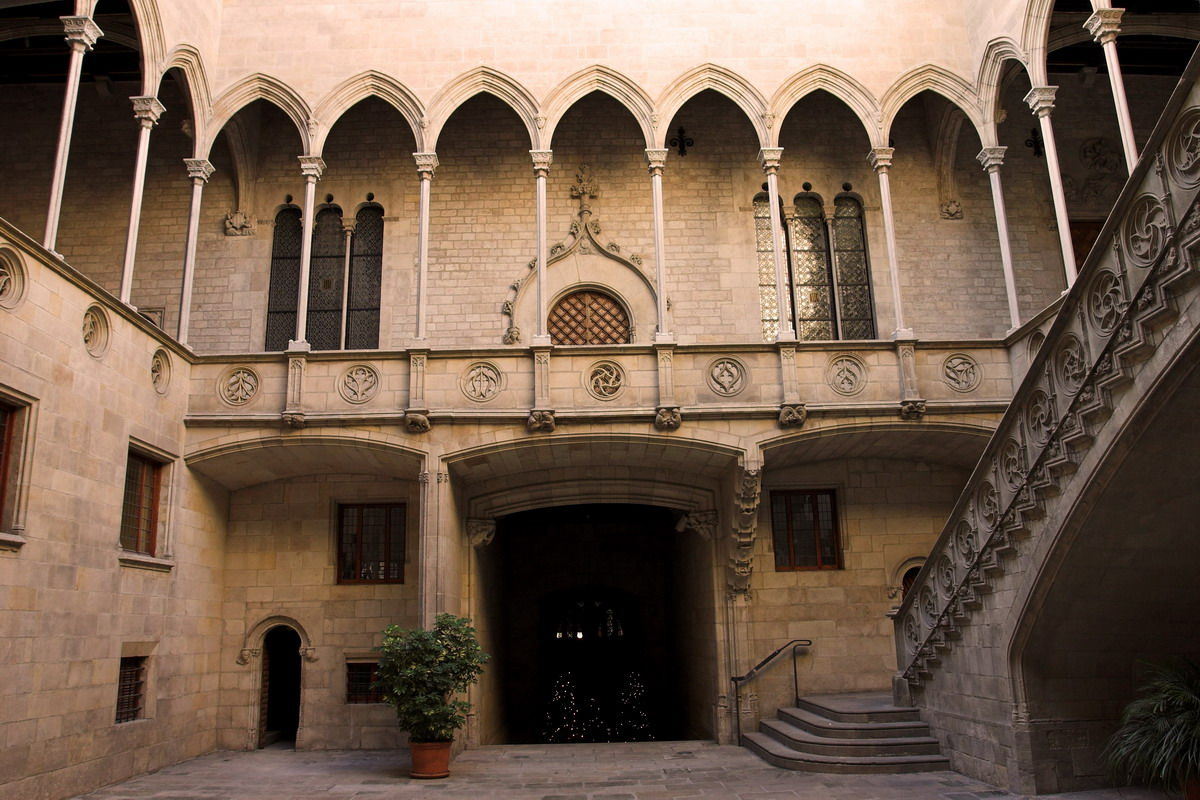
Architecture civile : le Palais de la généralité de Catalogne.

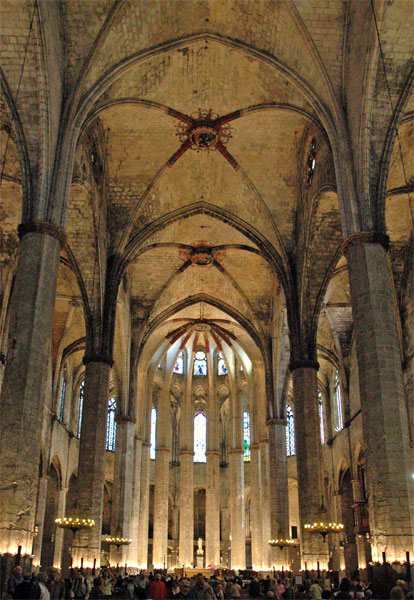
Architecture religieuse : Basilique Sainte-Marie-de-la-Mer de Barcelone.

L'architecture subit une profonde transformation, avec des formes plus légères, plus dynamiques, avec une analyse structurelle améliorée, qui débouche sur des édifices plus stylisés, avec plus d'ouvertures et, par conséquent, un meilleur éclairage. De nouvelles typologies apparaissent, comme l'arc brisé et la croisée d'ogives, sont utilisés des contreforts et des arcs-boutants pour soutenir la structure de l'édifice, ce qui permet des espaces plus vastes et décorés de vitraux et de rosaces. La peinture n'est plus murale, mais s'exprime dans des retables ornant les autels des églises.
De superbes cathédrales sont érigées, comme celles de Barcelone, Tarragone, Gérone, Manresa, Solsona, Tortosa, etc., de même que de grandes églises comme Sainte-Marie-de-la-Mer et Santa Maria del Pi à Barcelone, la basilique Santa Maria de Vilafranca del Penedès (ca), l'église Saint-Jean-le-Vieux de Perpignan, celle du monastère de Pedralbes, etc.. L'architecture civile connaît elle aussi un épanouissement notable, surtout dans les palais et les édifices publics, comme le Grand Palais royal (ca), le Palais de la généralité, l'Hôpital de la Sainte-Croix, les Arsenaux royaux, la Loge de mer et l'hôtel de ville (ca) à Barcelone.
La sculpture s'inscrit dans le cadre des ouvrages architecturaux et les formes gothiques permettent ici un style plus réaliste et détaillé que dans la sculpture romane ; la sculpture ne se développe pas seulement dans les portails, mais aussi dans les tombeaux, les retables, les chœurs et les autels. L'influence française est manifeste, surtout dans les premières années du gothique, de même que l'influence italienne et flamande, bien qu'apparaisse une série d'écoles autochtones qui développeront peu à peu un style propre.

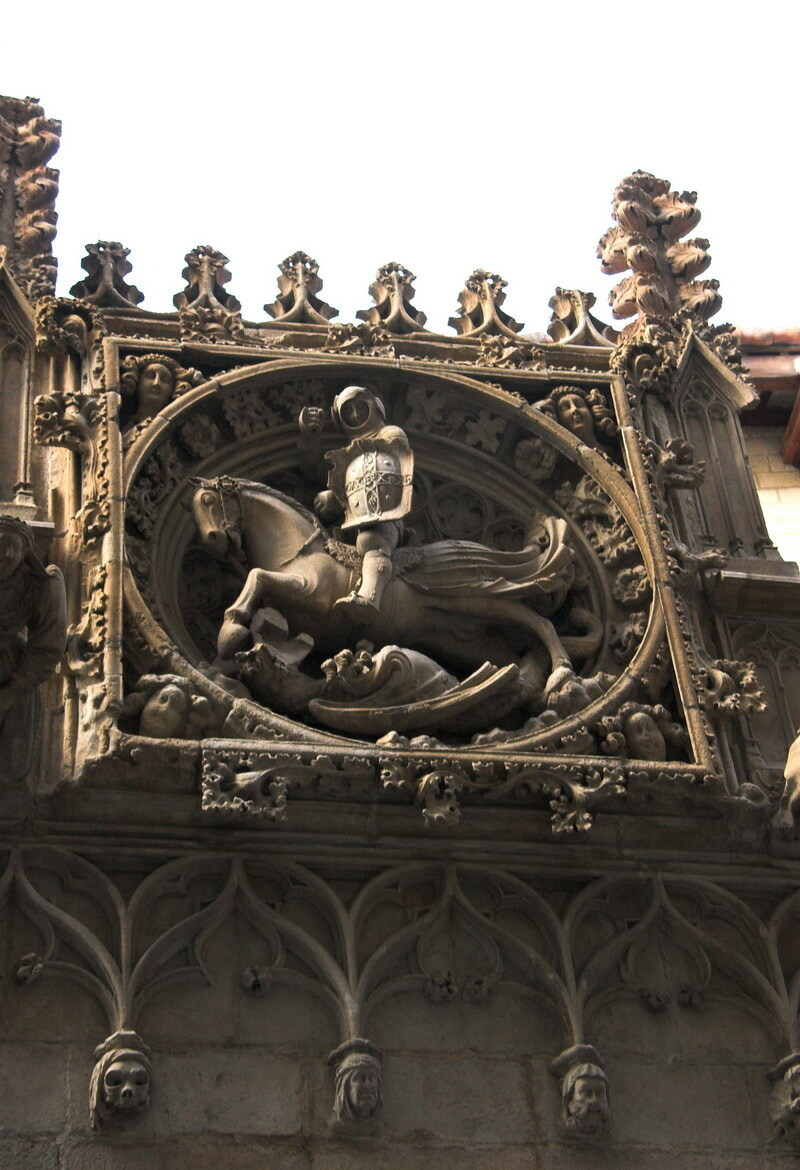
Sculpture : « Saint Georges », de Pere Johan, Palais de la généralité de Catalogne.

Il convient de mentionner ici à titre d'exemples les retables d'Anglesola et de Sant Joan de les Abadesses, le sarcophage de sainte Eulalie à la cathédrale de Barcelone, la tombe d'Elisenda de Montcada au monastère de Pedralbes et la sépulture de Jean d'Aragon à la cathédrale de Tarragone. Parmi les premiers noms connus, on trouve l'artiste normand Aloi de Montbrai (es), à qui l'on doit les sépultures de Pierre le Cérémonieux et de Thérèse d'Entença à Poblet ; Jaume Cascalls (ca), qui a aussi travaillé sur le panthéon royal de Poblet ainsi qu'à la cathédrale de Gérone (« Saint Charlemagne ») et sur le retable de Corneilla-de-Conflent ; et enfin Jordi de Déu (ca), que l'on retrouve lui aussi à Poblet et qui est l'auteur des retables des églises de Vallfogona de Riucorb et de Santa Coloma de Queralt, ainsi que d'autres ouvrages à la cathédrale et à l'hôtel de ville de Barcelone.
Dans le gothique international, on retiendra Pere Sanglada (ca), auteur du chœur de la cathédrale de Barcelone ; Pere Oller, auteur du tombeau de Ferdinand Ier au monastère de Poblet et du retable majeur de la cathédrale de Vic ; Pere Johan, sculpteur renommé à qui l'on doit la façade Saint Georges de l'hôtel de ville et le retable majeur de la cathédrale de Tarragone ; et Guillem Sagrera, qui travaille à Majorque, Gérone, la Seu d'Urgell, Perpignan et Naples.

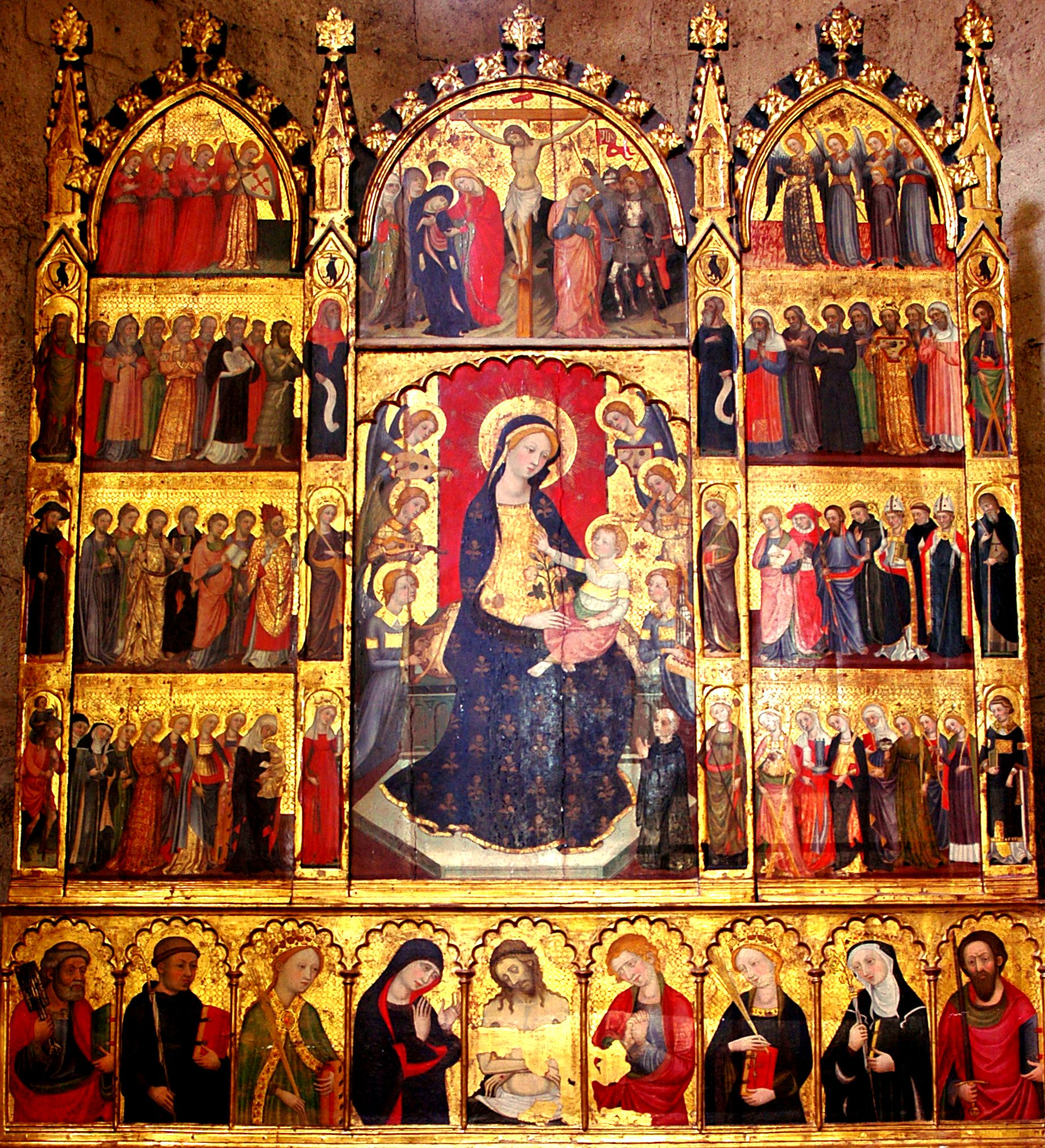
Peinture : « retable de Tous les Saints », au monastère Saint-Cucufa, œuvre de Père Serra.

La peinture gothique gagne également en expression et en réalisme et accède pour la première fois à une véritable renommée. On distingue plusieurs périodes.
- Peinture gothique linéaire, appelée aussi « franco-gothique » : elle marque une transition entre le roman et le gothique et dénote une influence française. Les œuvres les plus importantes sont les peintures murales du salon du Tinell (ca) au Grand Palais royal (ca) et du palais Aguilar (ca) à Barcelone, avec une thématique de caractère épique axée sur la conquête de Majorque. La peinture murale de tradition romane se perpétue, mais parallèlement, on commence à produire des retables pour répondre au culte des saints, de plus en plus pratiqué (Sant Jaume de Frontanyà, Santa Perpètua de Mogoda)[53].

- Gothique italianisant : style gothique dans toute sa plénitude, l'influence italienne est manifeste. Son principal représentant est Ferrer Bassa, auteur des peintures murales de la chapelle Saint Michel dans le cloître du monastère de Pedralbes ; il convient aussi de mentionner Ramon Destorrents (retable de l'Almudaina, à Palma de Majorque) et les frères Serra (Pere et Jaume), dont l'œuvre est caractérisée par des figures menues, stylisées, aux yeux bridés, qui laissent transparaître une influence orientale)[54].

- Peinture gothique internationale : on identifie ici des formules communes à toute l'Europe, qui évoluent d’un style expressionniste et dynamique vers des formes plus stylisées et élégantes. Se sont distingués dans cet art Lluís Borrassà, auteur des retables de Santa Clara de Vic et Sant Pere de Terrassa; Joan Mates, auteur des retables de saint Sébastien à la chapelle de la Pia Almoina à Barcelone et de saint Ambroise et saint Martin à la cathédrale de Barcelone; Ramon de Mur, auteur du retable de Guimerà ; et Bernat Martorell, auteur des retables du Sauveur à la cathédrale de Barcelone et de saint Pierre de Púbol, sans oublier son fameux saint Georges (« Sant Jordi », (1430-1435)[55].

- Gothique d'inspiration flamande : un style plus naturaliste où se distinguent Lluís Dalmau (La Vierge des Conseillers, 1443, MNAC), Pere Garcia de Benavarri (retable de saint Jean du marché de Lérida, de 1470), Jaume Huguet (retable des saints Abdon et Sennen à l’église de Santa Maria de Terrassa, de 1460), et l'artiste cordouan Bartolomé Bermejo (Pietat Desplà (ca), 1490, cathédrale de Barcelone)[56].

## Temps modernes

### Renaissance
La Catalogne subit de profondes transformations, à commencer par ses liens avec l'Espagne dans le contexte de l'union entre la Castille et l'Aragon forgée par les Rois catholiques. Du point de vue artistique, c'est une époque assez productive, bien que souvent taxée de décadente. Néanmoins, il n'y a guère de fonds artistique véritablement autochtone : autant les formes que les styles, et souvent les artistes eux-mêmes viennent de l'extérieur. De toute façon, les innovations de la Renaissance italienne arrivent tard, vers la fin du XVIe siècle, les formes gothiques se maintenant jusque là.

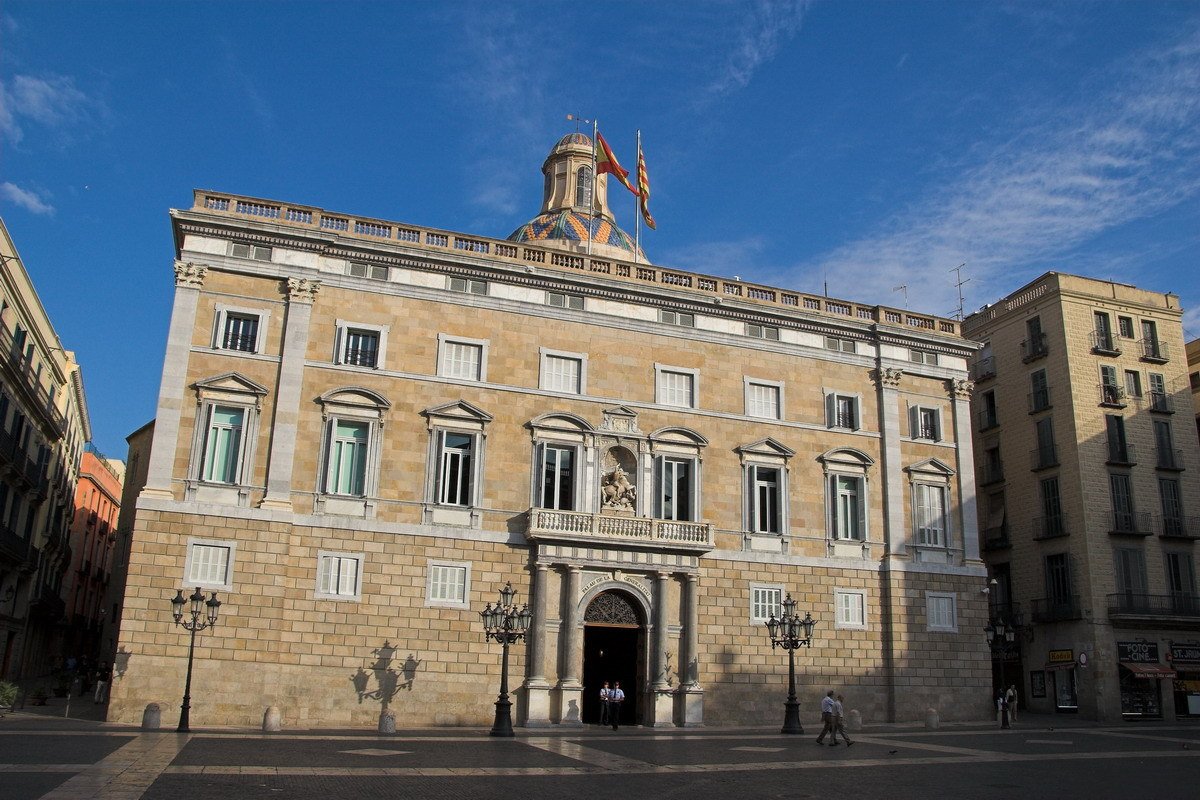
Façade du palais de la généralité de Catalogne, de Pere Blai.

L'architecture du XVIe siècle est encore entièrement gothique, comme on peut le constater dans l'église prieurale Sant Pere de Reus (ca) (1512-1569), dans l'église Sant Agustí Vell et la basilique Saints-Just-et-Pasteur de Barcelone ainsi que dans les églises Sant Genís de Vilassar de Dalt (1511-1518), Sant Julià d'Argentona (1514-1521) et Sant Martí d'Arenys de Munt (1531-1540).
Les innovations de la Renaissance s'imposent lentement, donnant naissance à des édifices hybrides à mi-chemin entre le gothique et la Renaissance, comme le couvent des Anges (ca) et celui du Pied de la Croix, la casa de l'Ardiaca et la casa Gralla, à Barcelone, ou les églises Santa Eulàlia d'Esparreguera i Sant Martí de Teià. Malgré ces solutions éclectiques, les innovations de la Renaissance gagnent en importance, comme on peut le voir sur la nouvelle façade du palais de la généralité de Catalogne (1596-1619), de Pere Blai (ca), ou dans la chapelle du Très Saint de la cathédrale de Tarragone (1582-1590), de Jaume Amigó (ca). Blai et Amigó, tous deux tarragonais, forment l'école dite du Camp, qui représente un important effort de renouvellement de l'architecture catalane, inspiré du classicisme venu d'Italie ; les deux artistes œuvrent conjointement en l'église Sant Andreu de La Selva del Camp (1582-1640) .
La sculpture et la peinture accusent également ce mélange de types dans les œuvres réalisées pendant cette période et accomplissent une synthèse entre le style gothique et les nouvelles influences italienne, flamande et française. La majorité des artistes qui travaillent en Catalogne sont étrangers, comme le brabançon Ayne Bru, auteur du retable de Sant Cugat del Vallès (1504-1507), le portugais Pere Nunyes (retable de Sant Éloi des argentiers (ca) de la basilique de la Mercè de Barcelone, 1526-1529), ou Jean de Bourgogne (ca), de Strasbourg, qui réalise les peintures du retable de l'église Saint-Félix de Gérone (1518). Parmi les rares autochtones, il convient de mentionner Pere Mates (ca), auteur du retable de sainte Madeleine à la cathédrale de Gérone (1526).
Dans la sculpture aussi, les grands maîtres viennent souvent de l'extérieur, comme Bartolomé Ordóñez (ca), de Burgos, qui œuvre sur le chœur de la cathédrale de Barcelone (1515-1520), Martín Díez de Liatzasolo (ca), auteur du Saint-Sépulcre de l'église du Saint-Esprit de Terrassa (1539-1544), le valencien Damià Forment à qui l'on doit le retable en albâtre du monastère de Poblet (1527-1529). Comme nom catalan, relevons Agustí Pujol (ca), auteur des retables du Rosier de la cathédrale de Barcelone et de l'église Sant Vicenç de Sarrià, ainsi que du retable de l'Immaculée Conception, à Verdú.

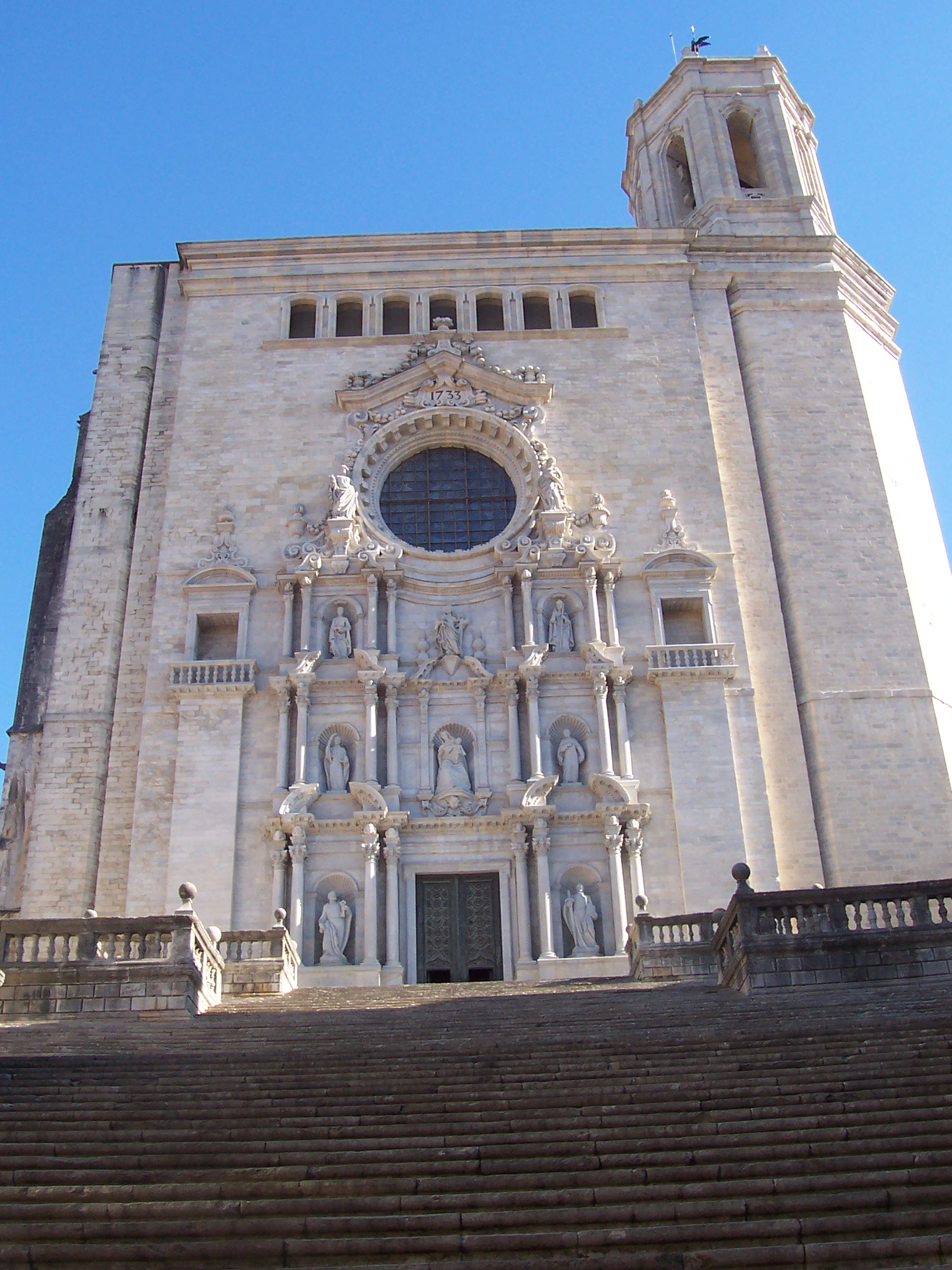
Façade baroque de la cathédrale de Gérone.

### Art baroque
Comme à l'époque de la Renaissance, l'art catalan des XVIIe et XVIIIe siècles ne revêt pas une importance significative, puisqu'il suit les innovations venues de l'extérieur. Après des événements comme la Guerre des faucheurs et la crise économique et sociale qui s'ensuit, l'arrivée des Bourbons élimine les fors catalans, conduisant à une crise culturelle qui se traduira par une diminution des commandes d'œuvres artistiques. Comme il en a été des innovations de la Renaissance, le baroque pénètre progressivement en Catalogne, alors que perdurent les typologies antérieures et que s'installe un nouveau brassage de styles dans l'exécution des œuvres.
L'intégration des formes baroques dans l'architecture réussit mieux dans l'ornementation que dans le langage architectonique proprement dit, comme nous le voyons dans la généralisation de l'usage des colonnes salomoniques. Nous en trouvons de bons exemples dans la façade de la cathédrale de Gérone (1680-1740), dans la maison de la Convalescence de l'hôpital Sainte-Croix (1629-1680), dans la chapelle de la Conception de la cathédrale de Tarragone (1673), dans l'église Notre-Dame-de-Bethléem de Barcelone (1681-1732) et dans l'église de la Sainte-Grotte de Manresa (1759-1763).

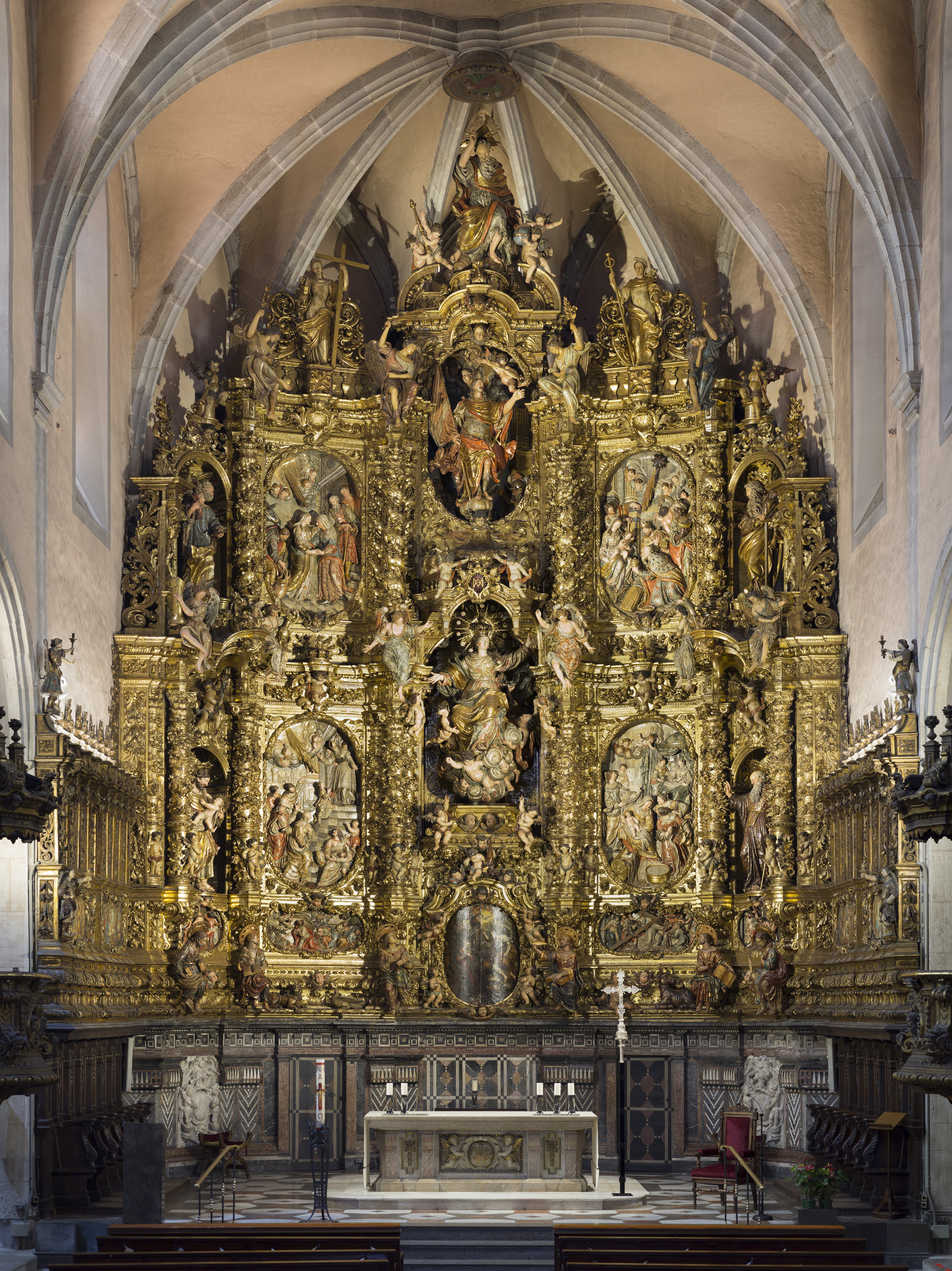
Retable de Santa Maria d'Arenys de Mar.

L'arrivée des Bourbons génère en architecture une série d'ouvrages militaires, comme les châteaux de Montjuïc et de Sant Ferran à Figueras, la Ciutadella de Barcelone et l'Université de Cervera, ou encore des églises comme celle de Sant Miquel del Port a la Barceloneta (1753) et la Nouvelle cathédrale de Lérida (1760). Un nouvel esprit d'innovation émerge dans les églises Sant Agustí Nou (1728) et Saint Philippe Néri (1721-1752) de Barcelone, dans la basilique de la Merci de Barcelone (1765-1775), de Josep Mas i Dordal (ca), et dans le sanctuaire de la Mare de Déu de la Gleva à Les Masies de Voltregà (1763-1767). L'architecture civile est représentée notamment par le palais de la Virreina (1772-1778) et le palais Moja (1774-1789), de Josep Mas i Dordal.
La sculpture s'inscrit dans le travail des corporations ou d'écoles et dynasties familiales comme les Tramulles, Grau, Costa, Pujol, Rovira, Sunyer i Bonifaç. Le type d'ouvrage le plus courant est encore le retable. Citons ici celui du Rosaire de Saint Pierre Martyr (ca) à Manresa (1642), de Joan Grau (ca), celui du Rosaire de l'église Saint-Jacques de Perpignan (1643), de Llàtzer Tramulles (ca), celui de Santes Creus (1647), de Josep Tramulles (ca), et celui d'Arenys de Mar (1706-1711), de Pau Costa (ca). D'autres œuvres importantes sont l'autel-baldaquin de Santa Maria del Mar (1772-1783), de Salvador Gurri (ca), le chœur de la Nouvelle cathédrale de Lérida (1775-1779) et la litière de la Vierge à la cathédrale de Gérone (1773), de Lluís Bonifaç i Massó (ca).
La peinture baroque s'implante peu au XVIIe siècle et est substituée dans les retables par des reliefs sculptés polychromés. On notera les œuvres de Fray Juan Andres Ricci à Montserrat (1627-1640), de Pere Cuquet (ca) (retable de Sant Feliu de Codines, 1636) et du Roussillonnais Hyacinthe Rigaud, prisé à la cour de Louis XIV. Au XVIIIe siècle, en revanche, elle se répand surtout dans le domaine civil, dans le cadre de commandes privées. Le peintre le plus renommé de la première moitié du siècle est Antoni Viladomat (ca), auteur de l'ensemble de peintures de la chapelle des Douleurs de la basilique Santa Maria de Mataró (ca) (1722). Plus tard, méritent mention les noms de Francesc Tramulles (ca) (Saint Marc écrivant l'Évangile, 1763), Pere Pau Montaña i Placeta (ca) (Allégorie de Charles III) et Francesc Pla (ca), dit El Vigatà (salle du trône du palais épiscopal de Barcelone, 1784).

## XIXesiècle
Le XIXe siècle est une époque de prospérité économique, grâce à la révolution Industrielle, qui s’implante rapidement en Catalogne et assume un rôle de signe avant-coureur de l'industrialisation de l'économie espagnole. Le progrès économique et social entraîne une  revitalisation culturelle qui culmine dans le mouvement de la Renaixença, qui comporte une nouvelle revendication de la culture catalane dans le domaine littéraire, artistique, philologique – réforme du catalan par Pompeu Fabra –, etc..
La collection que renferme l’Académie royale catalane des beaux-arts de Saint-Georges, à Barcelone est le fonds de référence en ce qui concerne la peinture et la sculpture du néo-classicisme, du romantisme et du réalisme catalans.

### Néo-classicisme
Le néo-classicisme préconise un retour à l'art classique gréco-romain. Il est suscité par la découverte des vestiges de Pompéi et d'Herculanum et par l'œuvre théorique de l'historien de l'art Johann Joachim Winckelmann. En Catalogne, l'impulsion donnée par l'École des beaux-arts de la LLotja de Barcelone est décisive pour la consolidation de l'art catalan, de même que pour la distance qu'il prend par rapport à son aspect corporatiste et artisan.

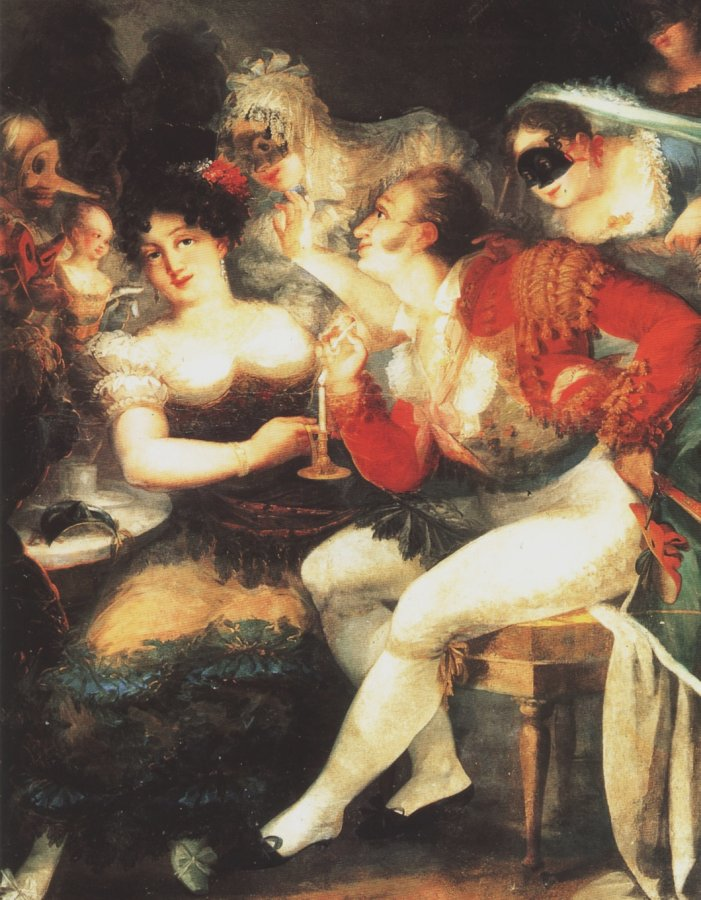
Salvador Mayol, Un café à carnaval (1824-1825), Académie royale catalane des beaux-arts de Saint-Georges, en dépôt au MNAC).

L'architecture néo-classique n'est pas très productive. On retiendra le nom d'Antoni Cellers (ca), architecte académique et grand théoricien du classicisme ; on lui doit l'église des Pères (ca) de Sabadell (1831-1832), ainsi que celle des Grands Carmes de Barcelone (1832), aujourd'hui disparue. Mérite aussi d'être mentionnée l'œuvre de Josep Mas i Vila (ca), auteur de la nouvelle façade de la mairie de Barcelone (1830). L'architecte italien Antonio Ginesi (es), à qui l'on doit le Vieux Cimetière de Barcelone (1818), professe un style quelque peu éclectique, mêlant au nouveau langage classique des éléments hérités du baroque.
La peinture connaît en un premier temps une influence française, due à la présence de l'artiste provençal Joseph Flaugier, qui devient directeur de la Llotja entre 1809 et 1813 ; Flaugier est entre autres l'auteur d'un portrait de Joseph Bonaparte. On trouve ensuite des noms comme Vicenç Rodés (ca), portraitiste de grande qualité technique, directeur lui aussi de la Llotja de 1840 à 1858; et Salvador Mayol (ca), cultivant des thèmes populaires rappelant les œuvres de  Goya et s'éloignant d'un néo-classicisme rigoureux. 
Pour la sculpture, on retiendra le nom de Damià Campeny, qui vit à Rome entre 1796 et 1815, auteur d'œuvres de renommée internationale, comme Lucrèce morte (1804), dénotant l'influence d'Antonio Canova, avec un niveau de détail exceptionnel tant dans l'anatomie que dans les plis des étoffes. Antoni Solà (1803-1861), lié comme Campeny à l'histoire de la Llotja et résidant lui aussi à Rome jusqu'à sa mort, réalise des œuvres inspirées de la mythologie classique, comme Télémaque (1806), Méléagre (1818) et Vénus et Cupidon (1820). Ramon Amadeu (ca) se consacre à l'imagerie religieuse et aux crèches de Noël.

### Romantisme
Mouvement de grande liberté créatrice, le romantisme ouvre l'art au monde de la fantaisie et de l'imagination, à l'interprétation subjective portée par l'artiste sur la réalité qui l'entoure. Les romantiques s'opposent aux conceptions académiques de l'art et attribuent à l'artiste un génie créateur. Ils revendiquent les valeurs de l'art médiéval, dont ils seront de grands admirateurs et qui deviendra l'une de leurs sources d'inspiration.

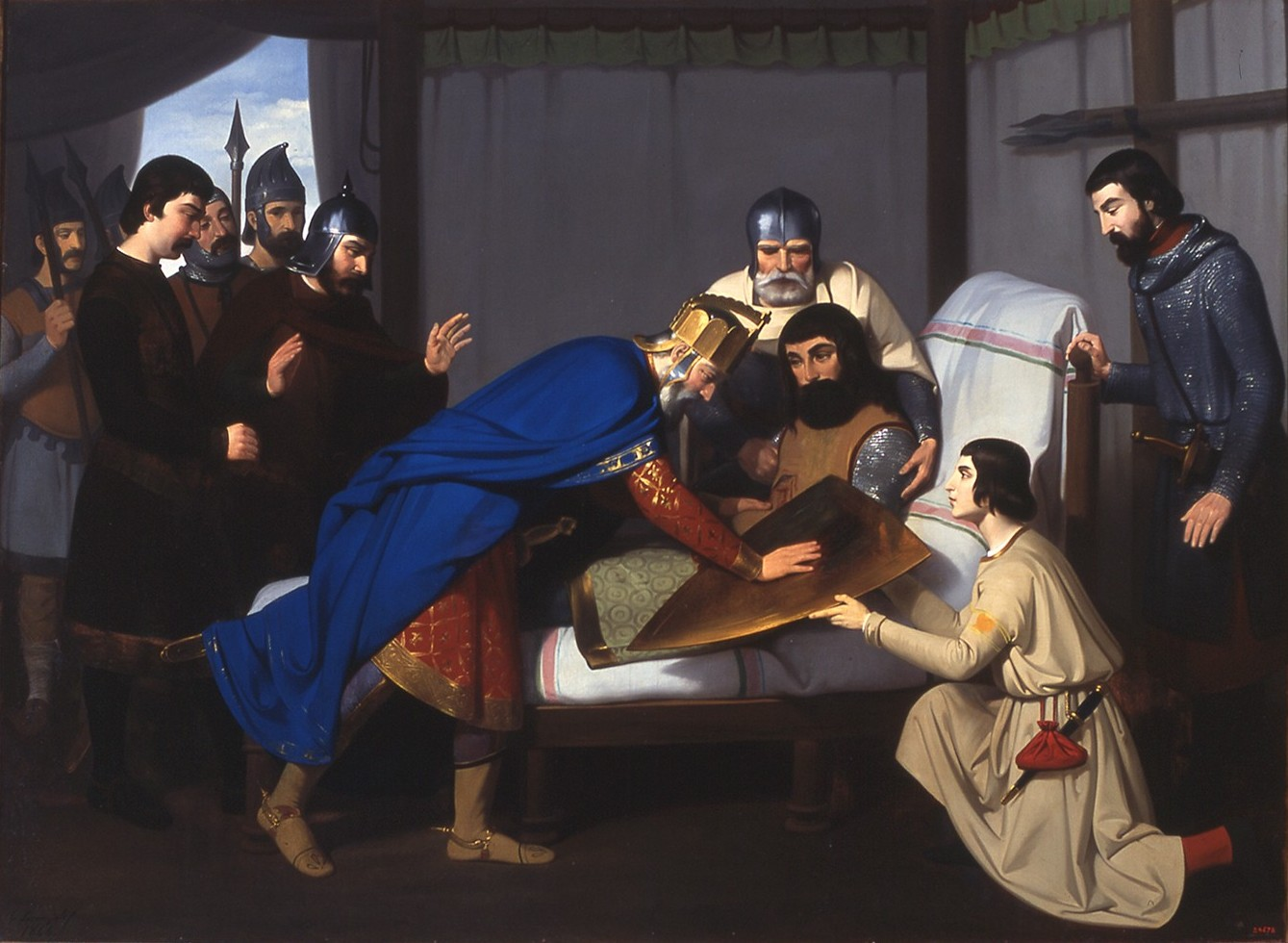
Claudi Lorenzale, Origine de l’écu du comté de Barcelone (1843-1844), Académie royale catalane des beaux-arts de Saint-Georges.

L'architecture est imprégnée de ce nouvel esprit romantique et suit les préceptes de théoriciens comme John Ruskin et Viollet-le-Duc, s'inscrivant dans ce qu'on appelle l'historicisme, courant qui préconise la revitalisation de styles architectoniques antérieurs, avant tout médiévaux, leur apposant le préfixe "néo": néo-gothique, néo-roman, néo-baroque, etc.. L'un des précurseurs de ce courant est Elies Rogent, architecte de l'Université de Barcelone (ca)(1863-1868), qui devient le premier directeur de l'École technique supérieure d'architecture de Barcelone. Josep Oriol Mestres (ca) est l'auteur du Grand théâtre du Liceu (1848, avec Miquel Garriga) et de la nouvelle façade de la cathédrale de Barcelona (1882-1888). On doit à Joan Martorell i Montells plusieurs églises inspirées de l'art gothique, comme celle des Jésuites (1883-1889) et celle du couvent Saint-François-de-Sales (1882-1885), à Barcelone, ainsi que le Séminaire Pontifical de Comillas (1883-1889). En urbanisme, il convient de mentionner la création de la Place Royale de Barcelone (1848-1860), par Francesc Daniel Molina i Casamajó (ca).
Le premier représentant de la peinture romantique est Lluís Rigalt (ca), fils d'un paysagiste néoclassique, dont l'œuvre regroupe des tableaux, mais aussi des dessins, des gravures, des lithographies, etc. ; on remarquera notamment sa peinture à l'huile Montagne de Montserrat. Le mouvement allemand des Nazaréens recueille en Catalogne un écho notable ; il défend et imite le style des maîtres italiens du XVe siècle antérieurs à Raphaël, qui, pour eux, représentent l'idéal du purisme artistique. Le théoricien du mouvement est Pau Milà i Fontanals (ca) et il convient de citer comme artistes s'étant particulièrement distingués Claudi Lorenzale (auteur de l'Origine de l'écu du comté de Barcelone, 1843-1844) et Pelegrí Clavé (Le Bon samaritain, 1839).
Dans la sculpture, les formes néoclassiques liées à l'académisme perdurent, mais avec de nouveaux thèmes et une emphase plus marquée dans l'expressivité. On retiendra l'œuvre  de Josep Bover (ca), auteur des statues de Joan Fiveller (ca) et de Jacques Ier d'Aragon sur la façade de la mairie de Barcelone, ainsi que du Monument de Jaume Balmes dans le cloître de la cathédrale de Vic (1848); et le Nazaréen Manuel Vilar, établi au Mexique, auteur de Jason (1836) et Tlahuicole (1851), une sorte d'Hercule mexicain.

### Réalisme

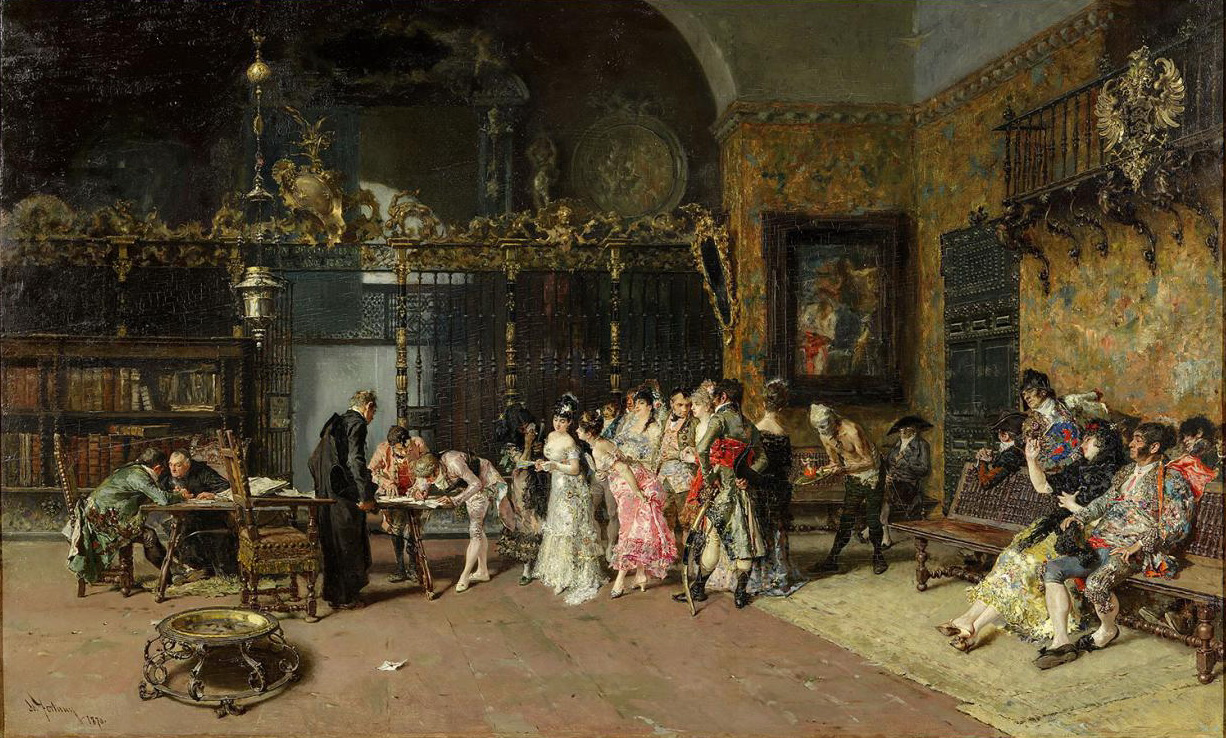
Les Noces, de Marià Fortuny (1870)

Vers le milieu du siècle, le réalisme s'impose, sous l'influence française, un mouvement qui revient à la stricte observation de la réalité et à l'expression naturaliste du monde qui nous entoure. L'artiste qui lance ce mouvement est Ramon Martí i Alsina, auteur de portraits, de paysages et de cadres historiques de grandes dimensions (Les Défenseurs de Gérone). Joaquim Vayreda se distingue comme paysagiste et fonde ce qu'on appellera par la suite l'école d'Olot (Troupeau dans le pré, 1881). Benet Mercadé (ca) excelle dans le portrait et les thèmes historico-religieux (L'église de Cervara, 1864). Francesc Sans i Cabot (ca), maître de la peinture historique (Le Général Prim à la guerre d'Afrique 1865), fut directeur du Musée du Prado. Modest Urgell est l'auteur de paysages à l’atmosphère mélancolique, notamment de plages et de cimetières solitaires. Enfin, un grand nom dans l'histoire de ce mouvement est celui de Marià Fortuny, formé dans la veine des Nazaréens, auteur de tableaux historiques (La Bataille de Tétouan, 1863) et de thèmes orientaux (L'Odalisque, 1861). Dans le monde de l'illustration, on retiendra Apel·les Mestres, qui, par le biais de la photogravure, crée un monde singulier de fées, fleurs et fous lutins.
En sculpture, il convient de mentionner les frères Agapit (ca) et Venanci Vallmitjana (ca), qui mettent en place un atelier de sculpture monumentale qui remporte un grand succès ; on peut voir leurs œuvres, entre autres, à l'abbaye de Montserrat et au palais de justice de Barcelone. Andreu Aleu (ca) allie le réalisme au romantisme, comme dans son Saint Georges tuant le dragon, sur la façade du palais de la Généralité (1857). Rossend Nobas, élève des Vallmitjana, est l'auteur du célèbre monument de Rafael de Casanova (1888). Joan Roig i Solé (ca) est connu pour sa Femme au parapluie (1885), exposée au zoo de Barcelone. Méritent encore d'être mentionnés Josep Reynés (Roger de Llúria, 1885), Manel Fuxà (ca) (Bonaventura Carles Aribau, 1884) et Rafael Atché (colonne Christophe Colomb, 1888).
L'architecture de la deuxième moitié du siècle est marquée par le projet d'urbanisme de l'Eixample de Barcelone, d'Ildefons Cerdà, qui apporte un élargissement substantiel de la ville de Barcelone selon une géométrie rationnelle, avec un tracé orthogonal. L'historicisme perdure et la mode de la diversification des styles s'impose, avec une influence de plus en plus marquée de courants artistiques exotiques, évoquant des styles aussi variés que l'art islamique, persan, hindou ou de l'Extrême-Orient, ce qui conduit à un amalgame désigné par le terme éclecticisme. On commence à utiliser le fer dans la construction d'édifices avant tout civils, comme le marché du Born (1873-1876), de Josep Fontserè.
Mais le grand projet de cette période est sans aucun doute l'Exposition universelle de Barcelone de 1888, qui implique la transformation à vaste échelle d'un immense terrain laissé par une citadelle détruite en 1868, le parc de la Ciutadella. L'ensemble du projet est confié à Josep Fontserè, mais les meilleurs architectes de l'époque y interviennent. Outre les édifices construits pour l'Exposition proprement dite (ou les réaménagements de l'ancienne citadelle), il convient de mentionner l'arc de triomphe, à l'entrée du complexe, œuvre de Josep Vilaseca, et la colonne Christophe Colomb, qui sont devenus des symboles de la ville de Barcelone.

## LeXXesiècle
Le XXe siècle est une époque de profondes transformations sociales, politiques, économiques, technologiques et culturelles. La Catalogne vit les épisodes dramatiques de la Guerre civile espagnole et la répression de la dictature franquiste. La Transition démocratique espagnole et la réinstauration de la Généralité de Catalogne avec son nouveau statut d'autonomie revitalisent la culture catalane au cours des dernières décennies.

### Noucentisme
Le noucentisme constitue une tentative de renouvellement de la culture catalane, la rapprochant des innovations apportées en ce début de siècle tout en suivant une idéologie politique de revendication du catalanisme prônée par Enric Prat de la Riba. Le principal théoricien de ce mouvement est Eugeni d'Ors, qui publie dans le journal La Veu de Catalunya une série d'articles faisant l'éloge des travaux des jeunes artistes catalans de l'époque. Contrairement aux valeurs nordiques que défendait le modernisme, le noucentisme se tourne à nouveau vers le monde méditerranéen, vers la culture classique gréco-latine.
L'architecture noucentiste côtoie ou se mêle au modernisme et, alors que persistent les tendances historicistes ou classicistes, il est difficile de la délimiter clairement. On retiendra ici les architectes Josep Goday (ca) (bâtiment des postes à Barcelone, 1926-1927), Nicolau Maria Rubió i Tudurí (jardins de Montjuïc et du Palais royal de Pedralbes, église Notre-Dame de Montserrat de Pedralbes), Josep Francesc Ràfols (casa Méndiz, Vilanova i la Geltrú, 1925), Francesc Folguera (ca) (casal de Sant Jordi, Barcelone, 1928-1932), Cèsar Martinell (ca) (cave d'El Pinell de Brai, 1917) et Rafael Masó (Minoterie Teixidor, 1910, casa Masó, 1911).

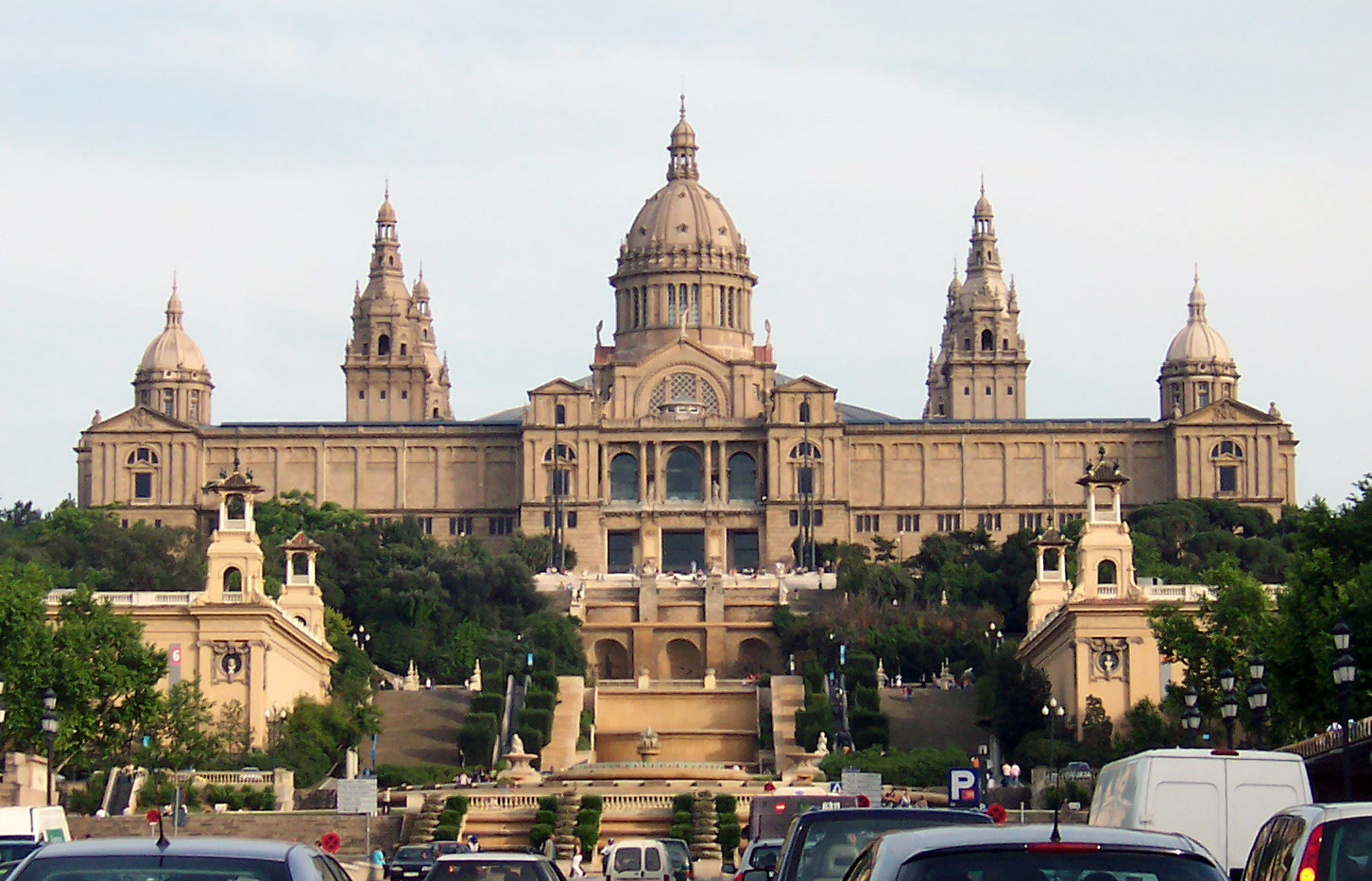
Palais national de Montjuïc.

L'Exposition internationale de 1929 est un jalon important. Elle implique l'urbanisation des alentours de la colline de Montjuïc, selon un projet de Josep Puig i Cadafalch. On construit pour l'exposition des édifices comme le Palais national de Montjuïc (l'actuel MNAC) et le Stade olympique Lluís-Companys, de même que la Fontaine magique de Carles Buïgas, le Théâtre grec et le Poble Espanyol ; il convient également de mentionner le Pavillon allemand, œuvre de Ludwig Mies van der Rohe, fleuron du rationalisme.
En peinture, on ne saurait omettre de mentionner l'artiste uruguayen Joaquín Torres García, auteur d'œuvres d'un sobre classicisme, comme les fresques du salon de Sant Jordi au palais de la Généralité (1913-1917). Joaquim Sunyer, influencé par la peinture de Cézanne et par son sens de la structure, ainsi que par le cubisme, a apporté une vision qui allie parfaitement tradition et modernité. Josep Maria Sert adopte un style personnel, baroque, grandiloquent, qui laisse transparaître une influence goyesque, comme en témoignent ses grandes peintures murales qui remportent un franc succès au niveau international. Xavier Nogués (ca) imagine un monde ironique exprimé dans un muralisme idéalisant qui reflète le populisme catalan. Josep Aragay (ca) réalise des œuvres de caractère réaliste, empreint néanmoins d’un certain goût pour le baroque. La gravure, la xylographie et l'art de l'affiche sont également représentés par des artistes comme Francesc d'Assís Galí, fondateur de l'École supérieure des arts et métiers (ca). 
En sculpture, Josep Clarà est particulièrement remarqué ; il est l'auteur d'œuvres figuratives, solides et compactes, aux accents méditerranéens (La Déesse, 1908-1910; Jeunesse, 1928). Le Roussillonnais Aristide Maillol sculpte des femmes aux formes pleines (Méditerranée, 1902-1905). Manolo Hugué possède un style qui allie classicisme et primitivisme (Bacchante, 1934). D'autres sculpteurs méritent d'être nommés, comme Frederic Marès (Hommage à Barcelone, 1928), Enric Casanovas (ca) (Monument dédié à Narcís Monturiol, 1918), Julio Antonio (ca) (Tarragone aux héros de 1811, 1910-1919) et Apel·les Fenosa (Guitariste, 1923). Est aussi digne de mention le projet collectif réalisé sur la place de Catalogne pour l'Exposition internationale de 1929, à laquelle participèrent les meilleurs sculpteurs de l'époque.
Le dessin, généralement lié au style art déco, revêt alors une importance toute particulière, comme nous le montrent de nombreuses œuvres dans des domaines comme le mobilier, la bijouterie, le tapis, la céramique, le vitrail, etc..

### Avant-garde
Après une période de prospérité entre la Première Guerre mondiale et la Guerre civile espagnole, pendant laquelle la Catalogne est au diapason des mouvements artistiques européens, l'après-guerre est une époque de régression culturelle. Cependant, l'art catalan sait entretenir le contact avec les différents mouvements dits d'avant-garde, qui entraînent des changements radicaux dans la conception de l'art, tant au niveau théorique que technique ou matériel. Les -ismes avant-gardistes successifs (cubisme, futurisme, dadaïsme, surréalisme, expressionnisme, etc.) prétendent transformer la société par l'art en imaginant un compromis avec le renouveau culturel des peuples. L'art abstrait suppose l'abandon de la figuration, ouvrant le pas, dans la deuxième moitié du siècle, à des tendances informelles ou immatérielles.

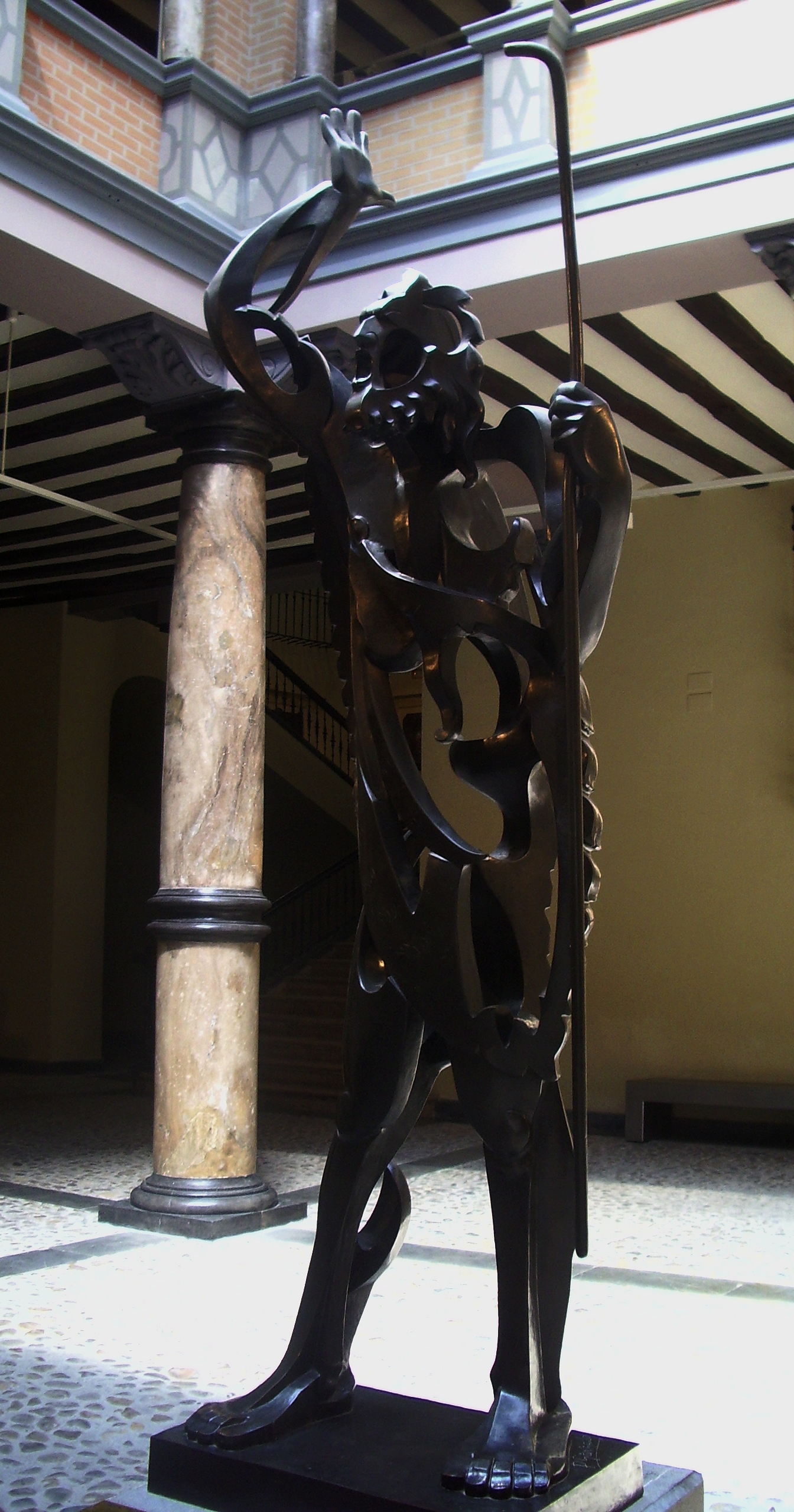
El profeta, de Pau Gargallo.

Le groupe Courbet, fondé à Barcelone en 1918 et dissout en 1919, lance une première et éphémère tentative de rénovation du noucentisme. Il revendique comme maître le peintre réaliste français Gustave Courbet, dont il prétend reprendre l'attitude révolutionnaire. Créé sous l'impulsion de Josep Llorens i Artigas et Josep Francesc Ràfols, il voit y adhérer Joan Miró, Josep de Togores (ca), Josep Obiols (ca) et Olga Sacharoff, parmi tant d'autres.
Quant à l'architecture, on voit apparaître en 1929 à Barcelone le groupe GATCPAC (Grup d'Artistes i Tècnics Catalans per al Progrés de l'Arquitectura Contemporània), qui affiche une volonté marquée de rénovation et de libéralisation du classicisme noucentista, en répercutant notamment en Espagne les nouveaux courants internationaux dérivés du rationalisme. Malheureusement, ses efforts sont anéantis par l'éclatement de la guerre civile. On retiendra ici le nom de Josep Lluís Sert, disciple de Le Corbusier, qui introduit le rationalisme en Espagne ; on lui doit le pavillon de la République pour l'Exposition universelle de Paris en 1937, qui est reconstruit à Barcelone et expose Guernica de Picasso, ainsi que le Dispensaire central antituberculeux (1934-1938, avec Josep Torres i Clavé (ca)) et la Fondation Joan-Miró (1972).
La sculpture s'inscrit pleinement dans l'avant-garde avec l'œuvre de deux artistes de renommée internationale: Pau Gargallo, d'abord adepte du noucentisme, réalise des sculptures métalliques, d'un fort expressionnisme, avec une touche schématique et primitiviste (Grande Ballerine, 1929, Le Prophète, 1933) ; Julio González utilise le fer soudé, s'approchant de formes quasiment abstraites (Femme se peignant, 1932, L'homme-cactus, 1939).

### Surréalisme

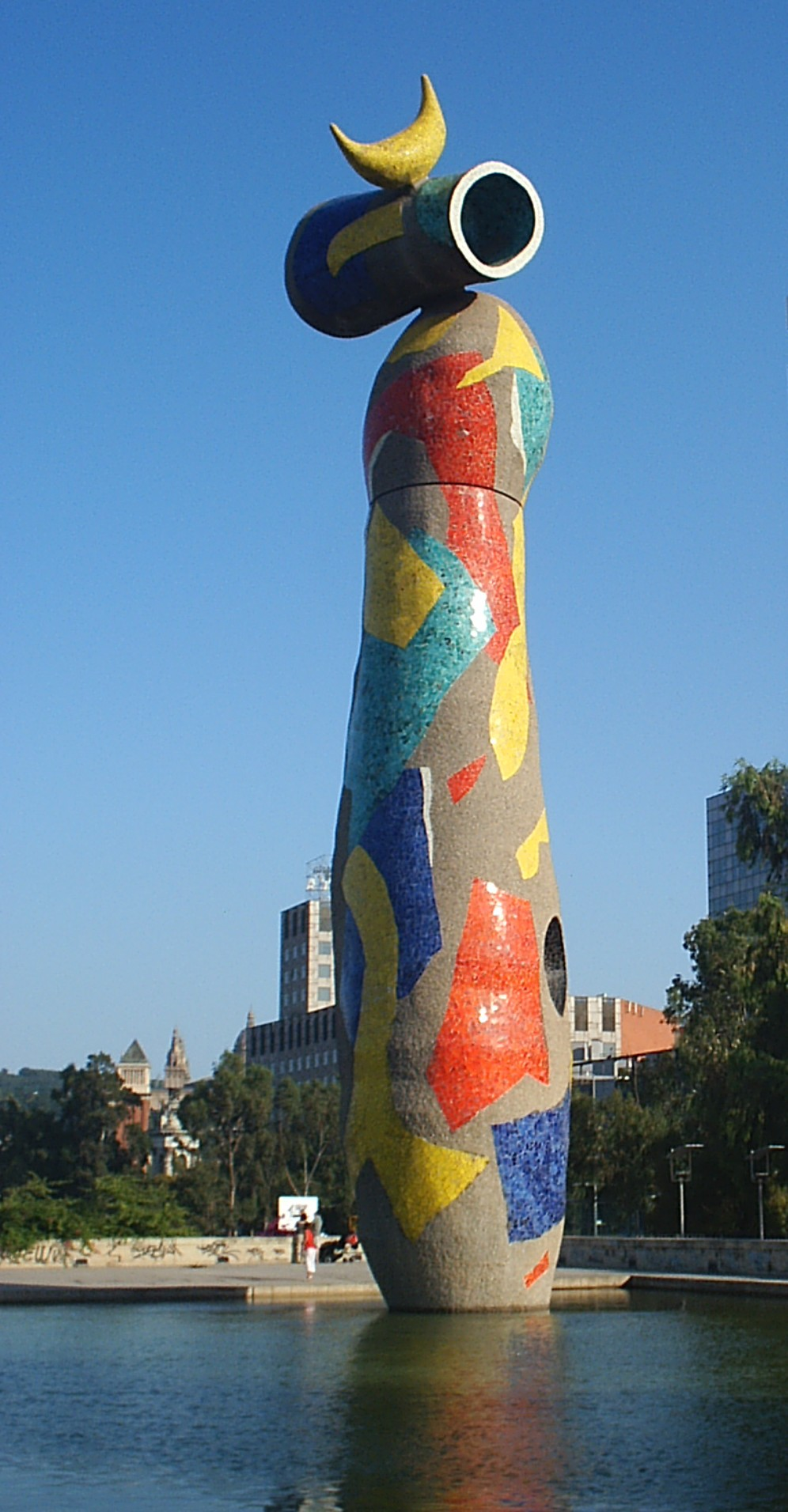
Dona i ocell (« Femme et oiseau »), de Joan Miró.

Apparu en France dans les années 1920 comme recours à l'imagination et  au subconscient dans la création artistique, le surréalisme compte en Catalogne deux grands noms : Salvador Dalí, représentant du surréalisme figuratif, et Joan Miró, adepte d'un surréalisme plus abstrait. Dalí allie une technique parfaite à la recréation d’un monde personnel et délirant, sous-tendue par une forte introspection psychologique (La persistance de la mémoire, 1931; L'Angelus de Gala, 1935; Autoportrait mou, 1941), pour évoluer ensuite vers un style plus réaliste dénotant une influence religieuse ou scientiste (La Madone de Port Lligat, 1948; Leda Atomica, 1949). Miró crée un monde magique et onirique plein de petites figures, avec lesquelles il cherche une nouvelle méthode pour décomposer et analyser la réalité, dévoilant une relation nouvelle entre les objets et l'espace (La Terre labourée, 1924; Carnaval d'Arlequin, 1925; Nature morte au vieux soulier, 1937).
En sculpture, à côté des œuvres réalisées par Dalí et Miró, on notera l'activité du groupe ADLAN (ca) (Amis de l'Art Nouveau), fondé en 1932 par le critique d'art Sebastià Gasch, qui prétend, sous l'influence du sculpteur américain Alexander Calder, rénover le langage de la sculpture en partant des principes énoncés par le dadaïsme et le surréalisme. Se distinguent dans son sillage Àngel Ferrant (ca), Eudald Serra (ca) et Ramon Marinello.

### Dau al Set
Après la guerre et la crise culturelle qui s'ensuit, due à l'exil d’une grande partie des artistes et à la répression exercée par la dictature franquiste, le panorama artistique catalan commence à refaire surface à la fin des années 1940 avec des expositions dans des galeries privées et des mouvements culturels comme le Cercle Maillol. C'est ainsi qu'apparait une nouvelle génération de jeunes artistes, parmi lesquels il convient de citer le groupe Dau al Set (« Dé sur le sept »), créé en 1948 autour de la revue homonyme, publiée jusqu'en 1956, bien que le groupe puisse être considéré comme dissous dès 1951. Il a été formé par Antoni Tàpies, Modest Cuixart, Joan Brossa, Joan Josep Tharrats (ca), Joan Ponç (ca) et Arnau Puig (ca), qui sont les premiers à adhérer aux courants européens, évoluant d'un certain surréalisme magique vers l'art informel, plus ou moins abstrait. Joan Ponç est le seul à rester toute sa vie fidèle à l'esprit initial et l'œuvre de Joan Brossa devient interdisciplinaire, finissant par englober la littérature stricte, le théâtre, le poème visuel, le poème-objet, l'affiche, l'installation et le poème corporel.

### Art informel
Mouvement d'après-guerre, il implique le rejet de la forme aux fins d'une meilleure liberté conceptuelle et d'une nouvelle symbiose avec le spectateur, suivant le concept d'« œuvre ouverte » formulé par Umberto Eco. Il comprend généralement des œuvres abstraites, où dominent la couleur et le substrat matériel. Incontournable ici l'artiste Antoni Tàpies, peintre de renommée internationale et premier grand rénovateur de l'art espagnol de l'après-guerre, principal représentant de la « peinture matiériste, auteur d'une œuvre introspective, imprégnée d'une certaine spiritualité, mettant en jeu de petites figurations symboliques (Zoom, 1946; Collage de croix, 1947; Ovale blanc, 1957). Modest Cuixart combine la peinture matiériste avec celle de type gestuel, en créant des tableaux où il mélange l'huile avec des limailles de métaux pour donner à l'œuvre plus de brillant (Omorka, 1958). Josep Guinovart (ca) réalise des tableaux de grand format en alliant différents matériaux, parfois transformés par le feu (Àvila, 1963; Crist de les glòries, 1968). Albert Ràfols Casamada adopte le tachisme, avec des tableaux aux grandes surfaces lisses, austères, dépourvues même de couleur (Hommage à Schönberg, 1963). Joan Hernàndez Pijuan (ca) a un style expressionniste post-cubiste à forte consonance sociale (Pintura, 1959).

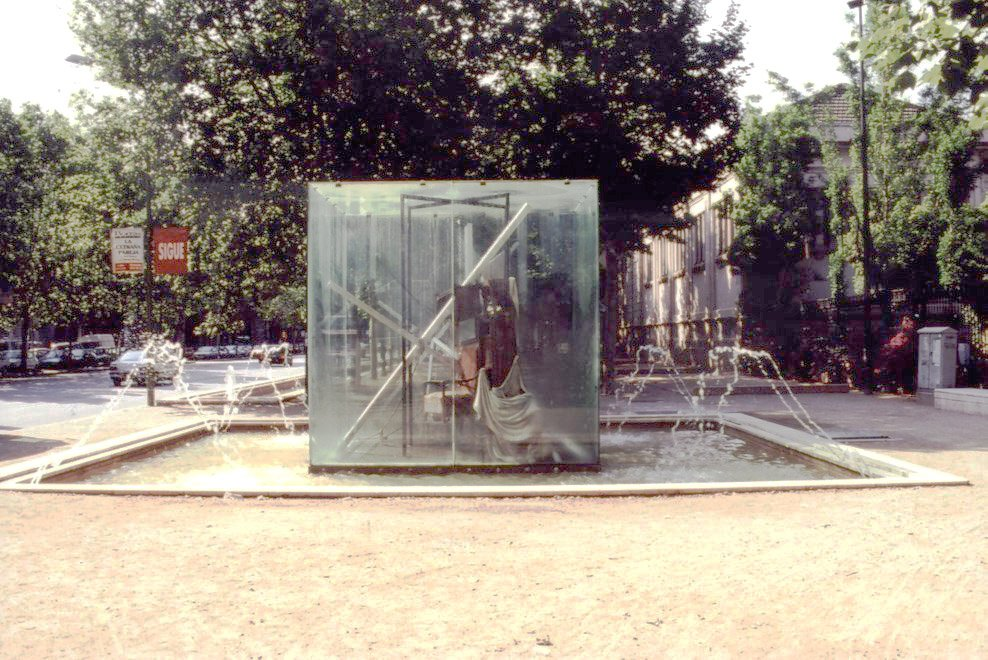
Hommage à Picasso, d'Antoni Tàpies, au parc de la Ciutadella à Barcelone.

La sculpture tente de faire revivre l'esprit d’avant-garde antérieur à la guerre, cherchant des formes d'expression novatrices et expérimentant avec de nouveaux matériaux. Le Salon d'octobre réunit les artistes de cette génération et diffuse le nouveau style, représenté par des noms comme Domènec Fita (ca), Manuel Cusachs (ca), Salvador Aulèstia (ca), Moisès Villèlia (ca), etc.. Se consacrent aussi à la sculpture des artistes comme Antoni Tàpies, Leandre Cristòfol (ca) et Josep Guinovart.

### Art contemporain
La situation politique dans l'Espagne de la transition fait que le panorama artistique est différent de celui d'autres pays ; ici, des mouvements comme le pop-art ou l'hyperréalisme n'ont pas beaucoup de résonance. Ce n'est qu'à partir des années 1980 que s'amorce une certaine normalisation, avec l'apparition d'artistes qui se consacrent à l'art conceptuel alors à la mode, tels que Francesc Abad ou Jordi Benito (ca), qui réalisent des actions ou des installations à forte valeur réflexive.

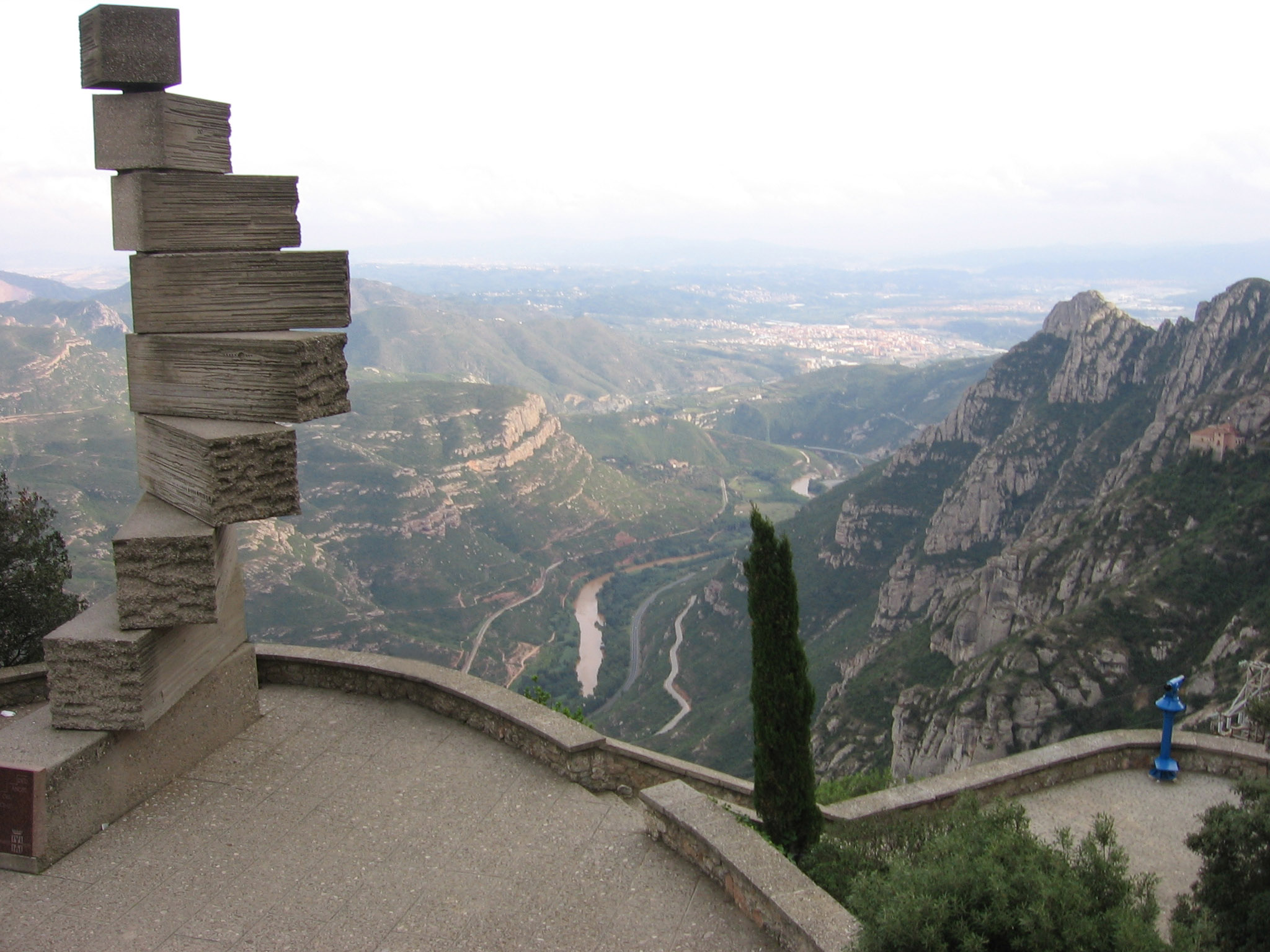
Monument à Ramon Llull, Montserrat, de Josep Maria Subirachs.

À partir des années 1980 apparaissent les tendances postmodernes, qui consistent à réinterpréter des styles antérieurs afin de donner à l'artiste la liberté d'utiliser n'importe quelle technique, n'importe quel style, pour les transformer de manière personnelle ; l'un de leurs principaux représentants est Miquel Barceló, artiste majorquin installé à Barcelone (Big spanish dinner, 1985, Saison des pluies, 1990). Joan-Pere Viladecans (ca) adopte une peinture personnelle, caractérisée par un support en pâte à papier et des couleurs agressives (La contagion du papillon, 1984). Le style de Ferran García Sevilla est figuratif, plein de signes et de symboles, et rappelle l'art primitif, avec des gammes chromatiques vives (Cent 18, 1987) .
En sculpture, le principal nom à retenir pour ces dernières décennies est celui de Josep Maria Subirachs : formé à l'école du Noucentisme, il évolue vers un style expressif et schématique pour finir dans l'abstraction ; il est l’auteur de la façade de la Passion de la Sagrada Família, du Monument à Ramon Llull à l’abbaye de Montserrat (1976) et du Monument à Francesc Macià sur la place de Catalogne à Barcelone (1991). Le Valencien Andreu Alfaro part de l'art informel pour évoluer vers un constructivisme géométrique s'inspirant d'Antoine Pevsner (Chemins de la liberté, 1963). Xavier Corberó (ca), formé à Londres, nous a laissé des œuvres aux formes géométriques et organiques caractéristiques du minimalisme (Piano, 1965). Susana Solano (ca), tout d'abord adepte d'une sculpture minimaliste, passe à une œuvre solide, à grandes dimensions, reflétant une sensation de claustration qui met en évidence la fragilité de l'existence (Mer de Galilée, 1986).

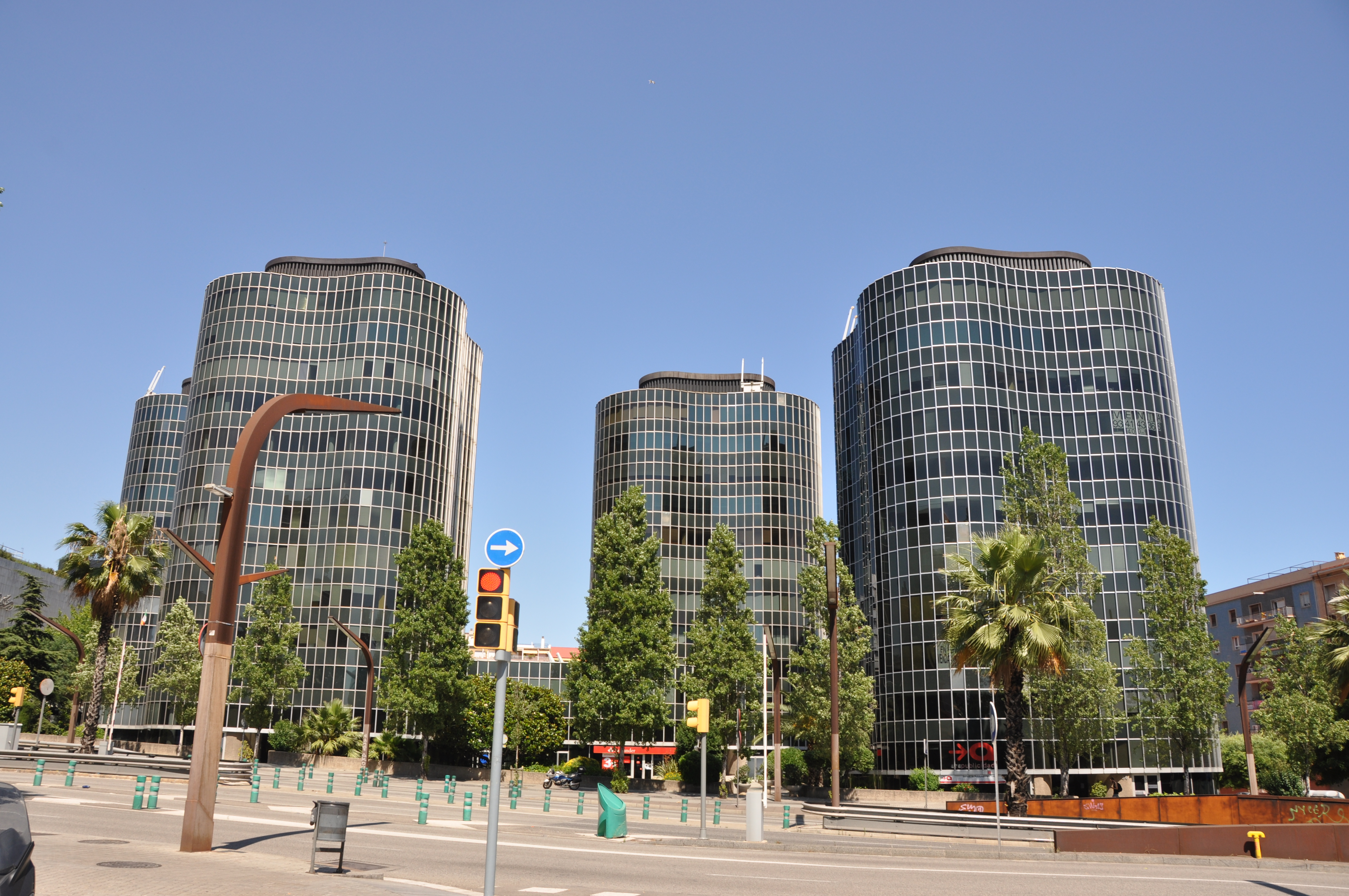
Les immeubles Trade, de Josep Antoni Coderch, en 2005.

Quant à l'architecture, dans les années 1950, une fois passée la crise de l'après-guerre, le Grup R (ca) entreprend une nouvelle tentative de revitalisation, alliant la tradition méditerranéenne catalane aux courants internationaux d'avant-garde. Parmi ses membres, il convient de mentionner : Josep Antoni Coderch, dont l'œuvre, de caractère méditerranéen, est influencée par l'architecture populaire et par les réalisations de l'architecte finlandais Alvar Aalto (immeubles Trade (ca), 1966-1969), Antoni de Moragas (ca), architecte de l'hôtel Park (1950-1954), et Oriol Bohigas, auteur de l'immeuble d'appartements de la rue Pallars (1955-1960, avec Josep Martorell).
Les années 1960 et 1970, voient apparaître l'école dite de Barcelone (ca) – dénomination proposée par Bohigas –, héritière du Grup R, proche du néo-réalisme italien qui triomphe alors à l'échelle internationale, alliant à un langage constructif rationaliste l'utilisation de matériaux traditionnels et mettant l'accent sur la fonctionnalité et le design. Se distinguent ici Frederic de Correa (ca) et Alfons Milà (ca) – qui s'associent –, auteurs de l'immeuble Monitor (1969-1970), ainsi que Enric Tous (ca) et  Josep Maria Fargas (ca), architectes de la Banca Catalana (1965-1968).

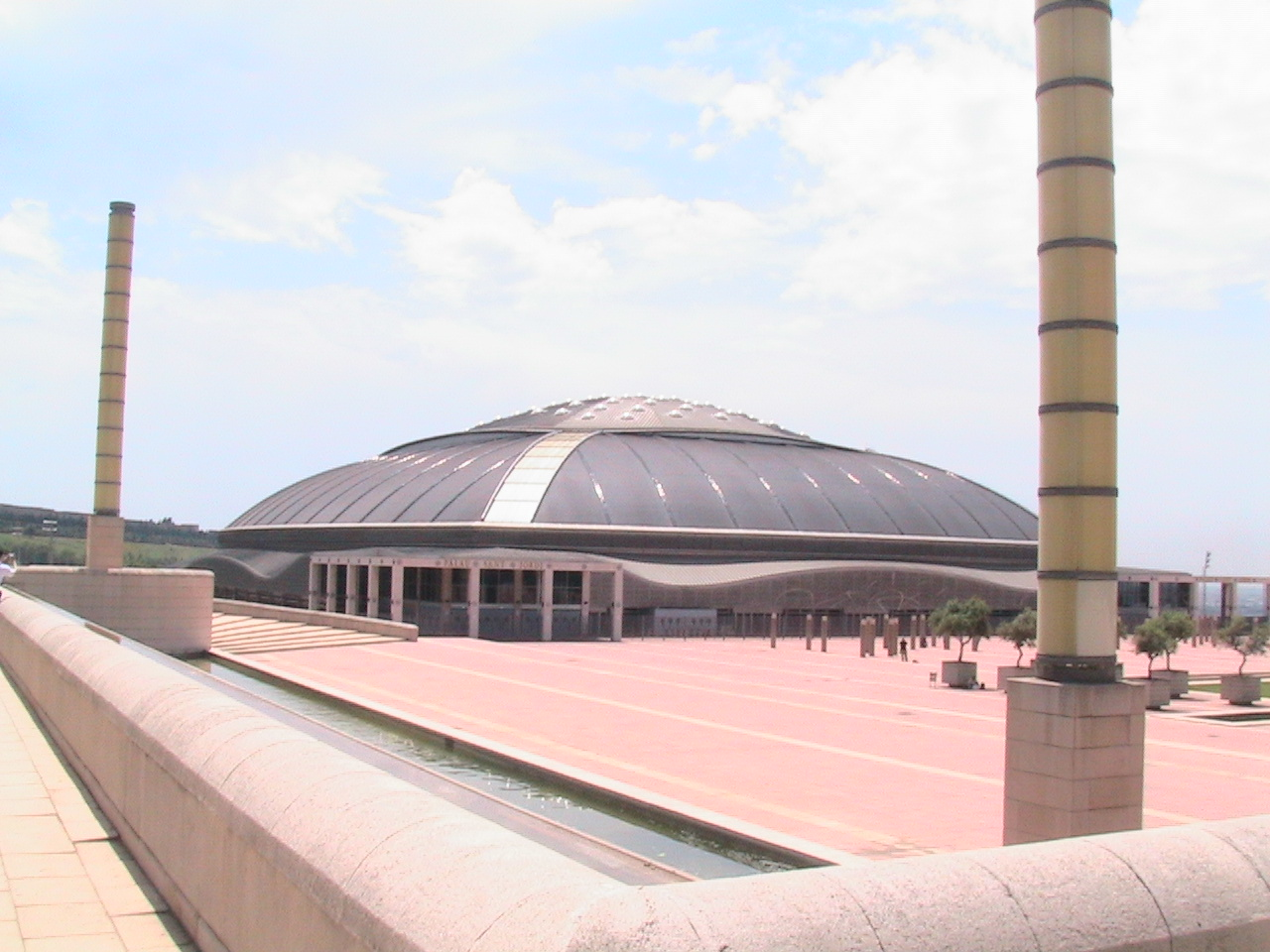
Palau Sant Jordi, d'Arata Isozaki, avec l'installation sculpturale "Changement (Utsurohi)", d'Aiko Miyawaki, au fond, devant le palais.

Pendant les années 1980, l'architecture se rallie aux nouvelles tendances postmodernes, qui se distinguent par la libre utilisation des langages historiques, avec un penchant pour l'éclectisme. Les principaux exposants de ce courant sont Ricardo Bofill, architecte du Théâtre national de Catalogne (1991-1996) et Òscar Tusquets (Banque d'Espagne à Gérone, 1981-1983; caves Chandon à Sant Cugat Sesgarrigues, 1987-1990).
On assiste à une nouvelle transformation en profondeur de Barcelone à l'occasion des Jeux olympiques d'été de 1992, où la colline de Montjuïc est en partie remodelée, y est construit  l'Anneau olympique, avec des bâtiments comme le palau Sant Jordi d'Arata Isozaki, les Piscines Bernat Picornell, la tour de télécommunications de Santiago Calatrava et y est réhabilité le stade olympique Lluís Companys. Un autre projet remarquable est la construction du village olympique de Poblenou, comprenant deux grands gratte-ciel, l'hôtel Arts et la tour Mapfre. On notera finalement l'impulsion donnée à la zone Diagonal Mar par le Forum universel des cultures en 2004.
Le Musée d'Art contemporain de Barcelone (MACBA) expose essentiellement des œuvres réalisées en Catalogne et dans le reste du monde pendant la seconde moitié du XXe siècle. L'édifice, projeté par l'architecte américain Richard Meier, tend à unir l'art contemporain exposé à l'intérieur avec les formes historiques des bâtiments limitrophes.